# 胸罩
胸罩（法語：soutien-gorge）是一種衣物，又稱胸围、乳罩、胸衣、布拉甲、乳房罩、奶罩、文胸，有時也以泛稱「內衣」來代替，其功能是用以遮蔽及支撐乳房。通常供女性使用，但也有少數專供男性使用的男士胸罩。“胸罩”一词源自法國，稱之為“brassière”，但現在一般都簡稱為“bra”。“brassière”在法語的原來意思是嬰兒的圍嘴。以前的歐洲貴族流行穿一種非常緊身的束衣。但後來因為這種束衣太麻煩，所以改用兩條手帕改製胸衣，成為了現代胸罩的雛型。
女性穿戴胸罩以顺应着装守则等社会规范，或是因为她们相信胸罩能防止乳房下垂，事实上即便是胸罩制造商也不赞同这一说法。在西方文化中，约有10-25%的女性不戴胸罩，不论是出于个人喜欢，或是健康或舒适的原因。背心、吊帶背心和露背连衣裙内置乳房支撑部件，降低了需要另外穿戴胸罩的需求。
社会趋势和新材料的不断变化增加了各种可用的设计，能让生产商做出时尚大于功能的胸罩。胸罩是一件由不同部件组成的复杂服装，各地制造商的标准和尺码差别很大，使得女性难以正确地找到适合她们的胸罩。甚至连胸罩的测量方法也是不尽相同，这样即便是专业的工人也不赞采用仅适合同一女性的尺码。结果是，75%-85%的女性穿着尺码不合的胸罩。
胸罩已经成为女权主义显著的图标或文化标志。一些女权主义者把它视为压迫女性身体的象征。从文化层面而言，女生得到人生中第一个胸罩被视作象征着成年的仪式。但也有女性认为，胸罩能够有效地减轻她们在运动时因为胸部晃动带来的疼痛或其它不适感。

## 词源
胸罩的英文1893年在英语中首次使用。1904年，德普公司在广告文案中借用法语中有时尚特征的单词“brassière”（法语原意为“上臂”），形容他们的新款胸围，受到人们更为广泛的接受。该产品于其他胸罩的早期版本一样，类似于带筋去骨的吊带背心。该词1907年首次出现在《时尚》中，并在1911年收入《牛津英语词典》。1914年11月3日，美国正式为胸罩设立专利类别，并把第一项专利颁给玛丽·菲尔普斯·雅各布。1930年代，“brassiere”被简写成“bra”。

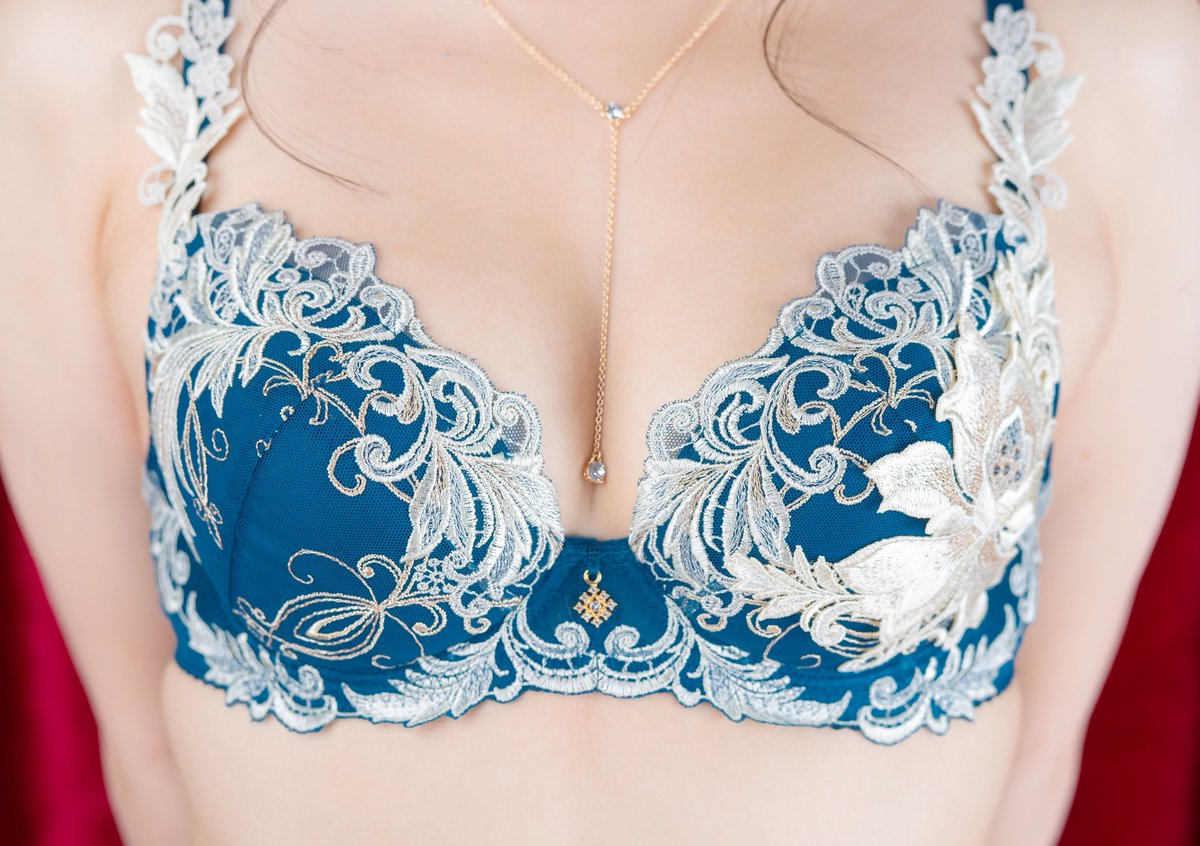
一件擁有蕾絲滾邊與繡花的現代胸罩

在法语中，胸罩的术语为“soutien-gorge”（“乳沟扩张器”的委婉说法），“gorge”为乳沟的委婉说法，可追溯至1905年由赫米尼耶·科多勒开发的外衣。法语单词“brassièere”指的是儿童用背心、紧身马甲，其来源于意为“护臂”古老单词“braciere”，指军装，后来演变成军用胸甲，再后来就成了女人的胸衣。
在说法语的加拿大魁北克省，“soutien-gorge”和“brassiere”可互换。葡萄牙语的胸罩为“sutia”，西班牙语为“sujetador”（由“sujetar”演变而来）。德国、瑞典、丹麦及荷兰则使用缩略语“BH”，分别指“Büstenhalter”、“bysthållare”、“brystholder”和“bustehouder”（由bust-holder演变）。在世界语中，胸罩被称为“manzono”。尽管乳房有大量昵称，但其中只有两个指胸罩，为“over-the-shoulder-boulder-holder”和“upper-decker flopper-stopper”。

## 穿戴目的
女性的乳房大部分是脂肪組織，有一些韌帶與皮膚提供內部支撐。但是這些支撐有時候不夠支撐乳房（特別是對年長女性來說）或是不讓乳房移動，因此造成疼痛不適。穿胸罩的主要原因，就是提供乳房外部支撐，增加舒適性與活動力。也有人认为，穿戴胸罩的主要原因是为了避免乳头意外受到外界直接刺激。
女性穿胸罩的原因有很多，包括舒适、美观或符合社会期望。故部分女性在挑选胸罩时会格外关注美观（如聚拢、坚挺）或舒适（如厂家声称的“无触感”）。有些胸罩专门为提升乳房大小设计，而有些则使舒适度最大化。还有其他胸罩专为哺乳或锻炼设计。
2009年搞笑诺贝尔奖的公众健康奖获奖者埃莱娜·博德纳尔及其同事，发明一种可瞬间化身为防毒面具的胸罩，以保护使用者免受生化制剂的攻击，同时在遇到火灾、尘暴或流感等意外事件时，胸罩也可派上用场。胸罩还可以一分为二，大小可调节，保护自己同时还可以帮助他人。
在现代社会中，胸罩正在逐渐从美观性向实用性过渡。如一些厂商推出了运动胸罩以解决部分女性在运动时因乳房晃动而感到疼痛或其它不适感的问题，这一现象多发生乳房尚处于发育期的女性或乳房较大的女性。
胸罩在当下已经广泛成为一种代表女性的文化符号，故也有仅仅是为了展现和强调自己的女性身份而穿着胸罩的人，例如患有性別不安的跨性別女性。
在女性普遍被要求穿戴胸罩的时代背景和性别刻板印象下，部分不穿戴胸罩的女性可能会受到来自于周围人的压力，这些人可能包括她们的亲人、朋友。部分女性穿戴胸罩可能只是出于害怕这些人的指责而非自己感到舒适。同样的，部分愿意穿戴男士胸罩的男性也会因为这种社会压力而放弃在公开场合穿戴胸罩，在一些国家，他们可能被认定为異裝癖甚至是跨性別。

## 历史

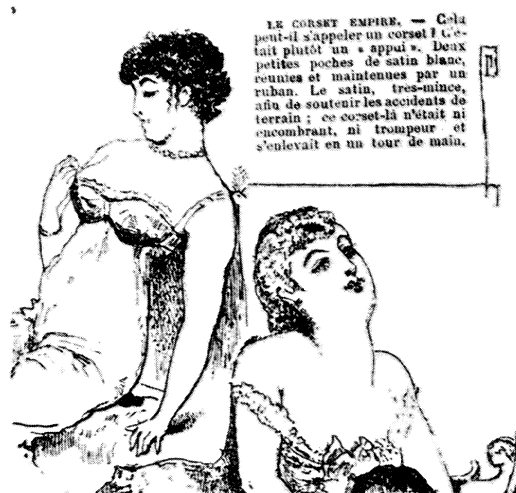
19世紀法國胸罩的雛型
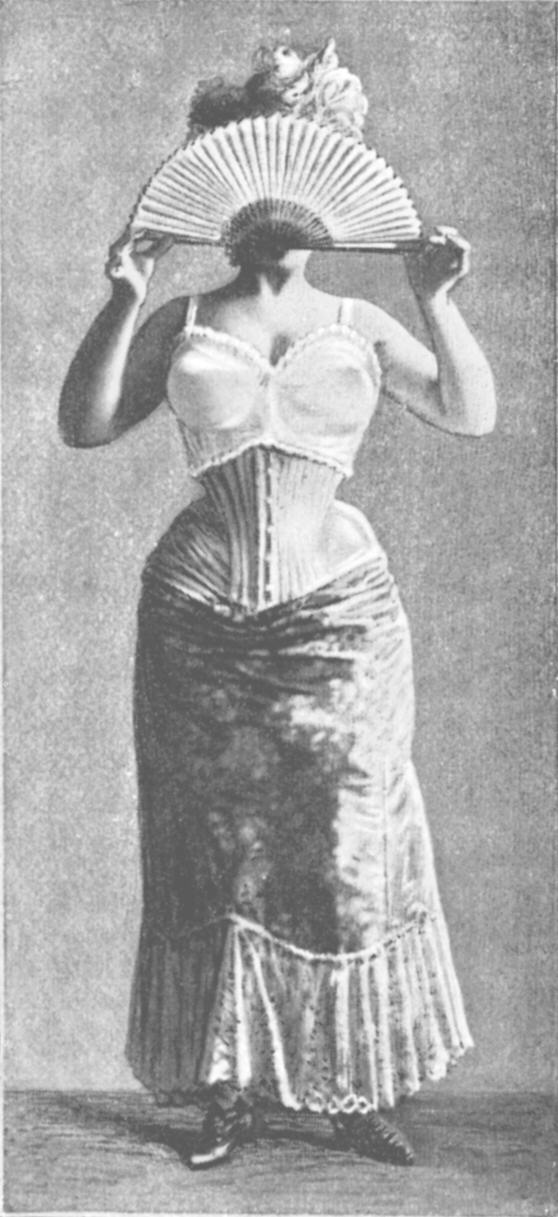
1900年的紧身胸衣
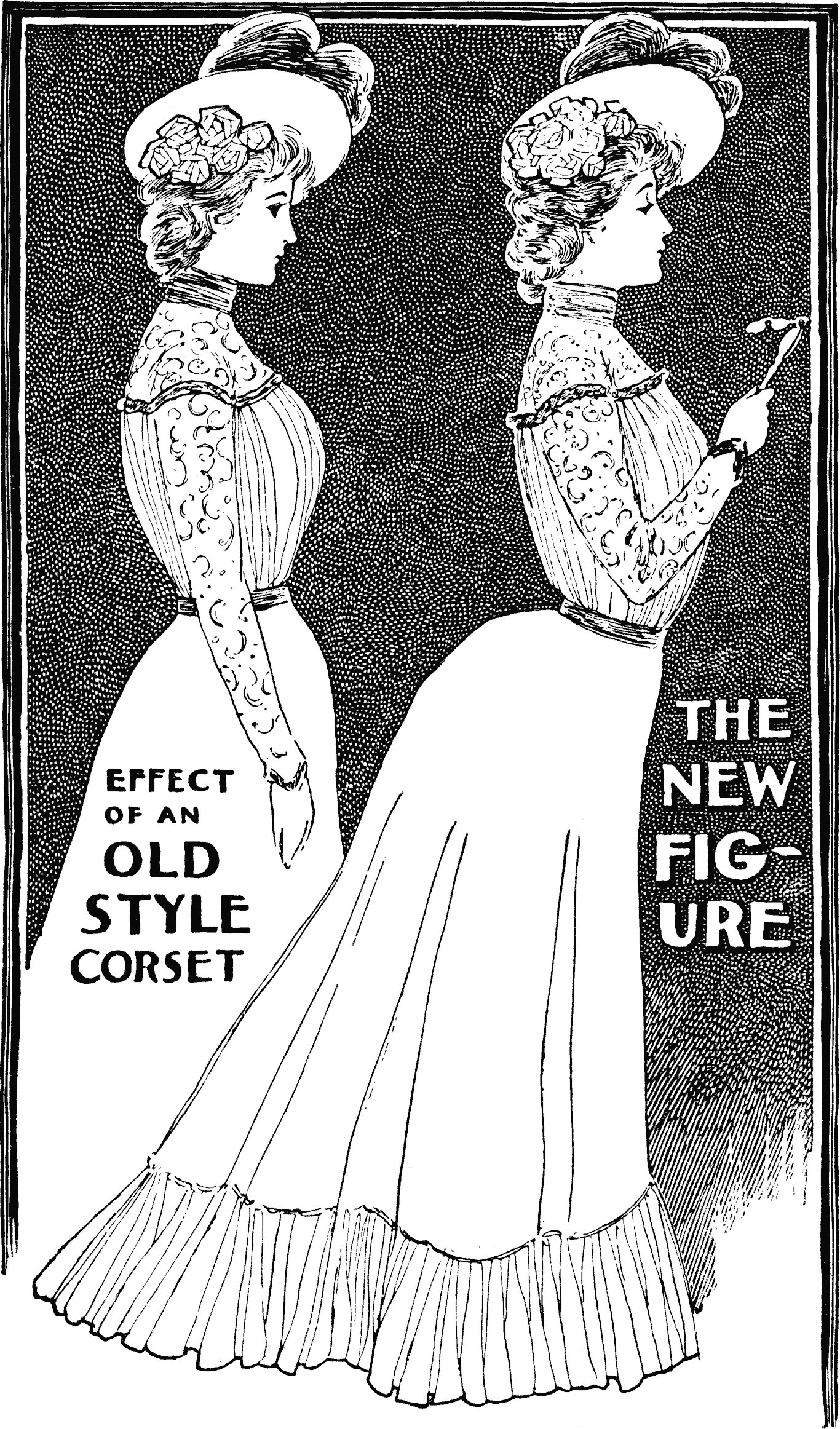
维多利亚时代与爱德华七世时代“S型”身躯的对比
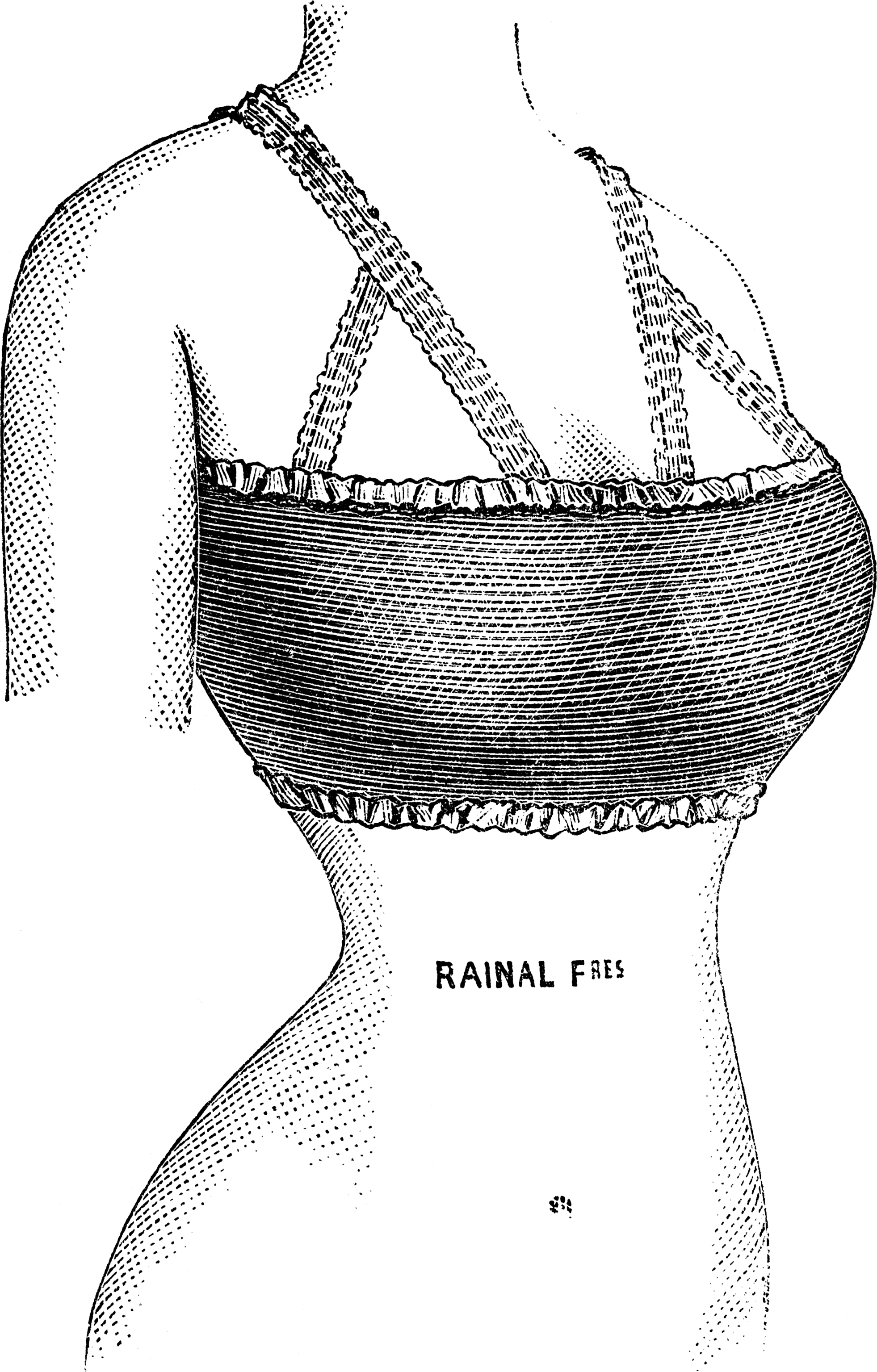
为乳腺增生者设计的用以治疗乳腺癌的弹性腰带，样图由里昂·朱勒·朱勒莱公司于1907年设计
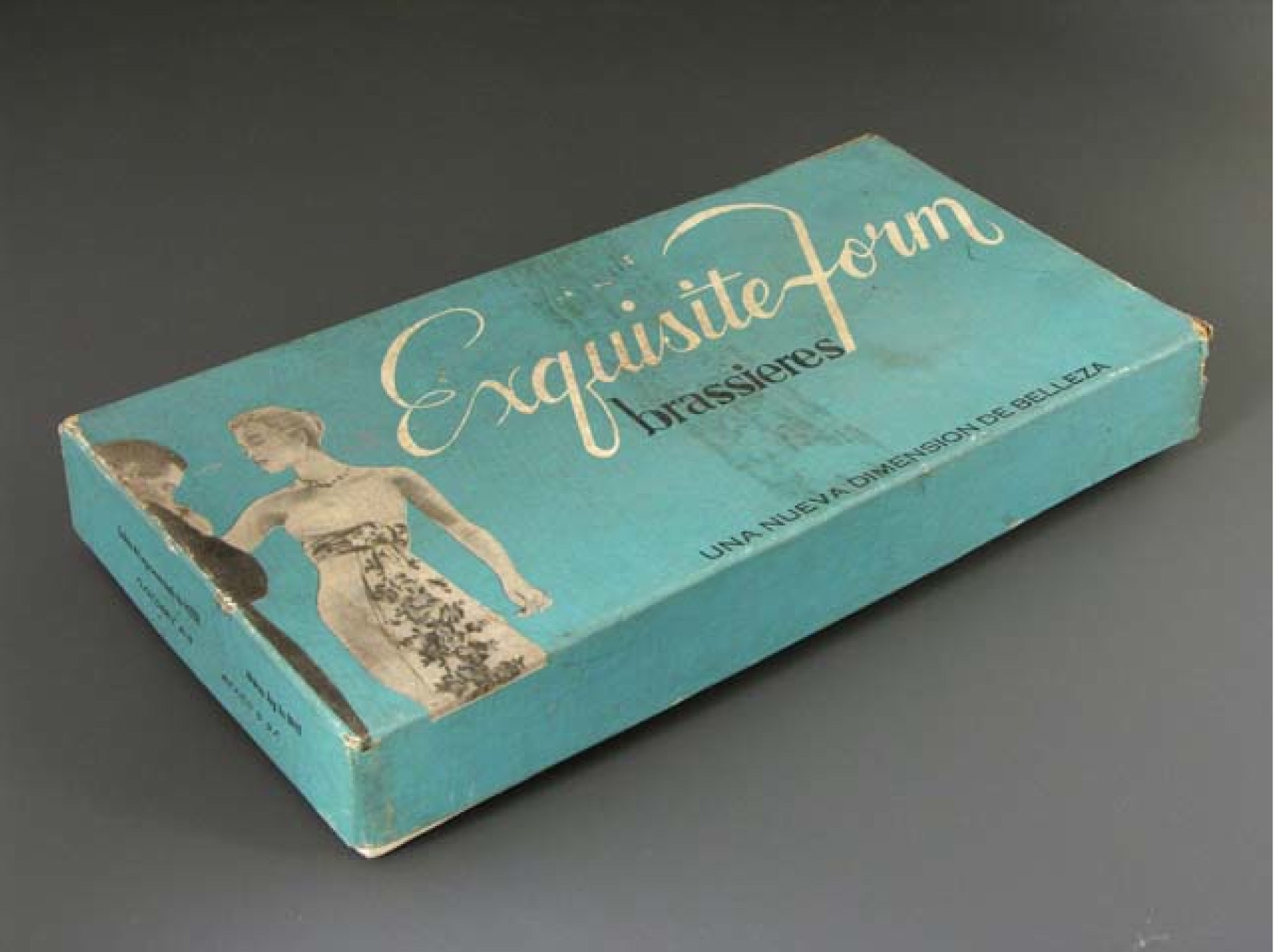
20世纪下半叶的胸罩外包装
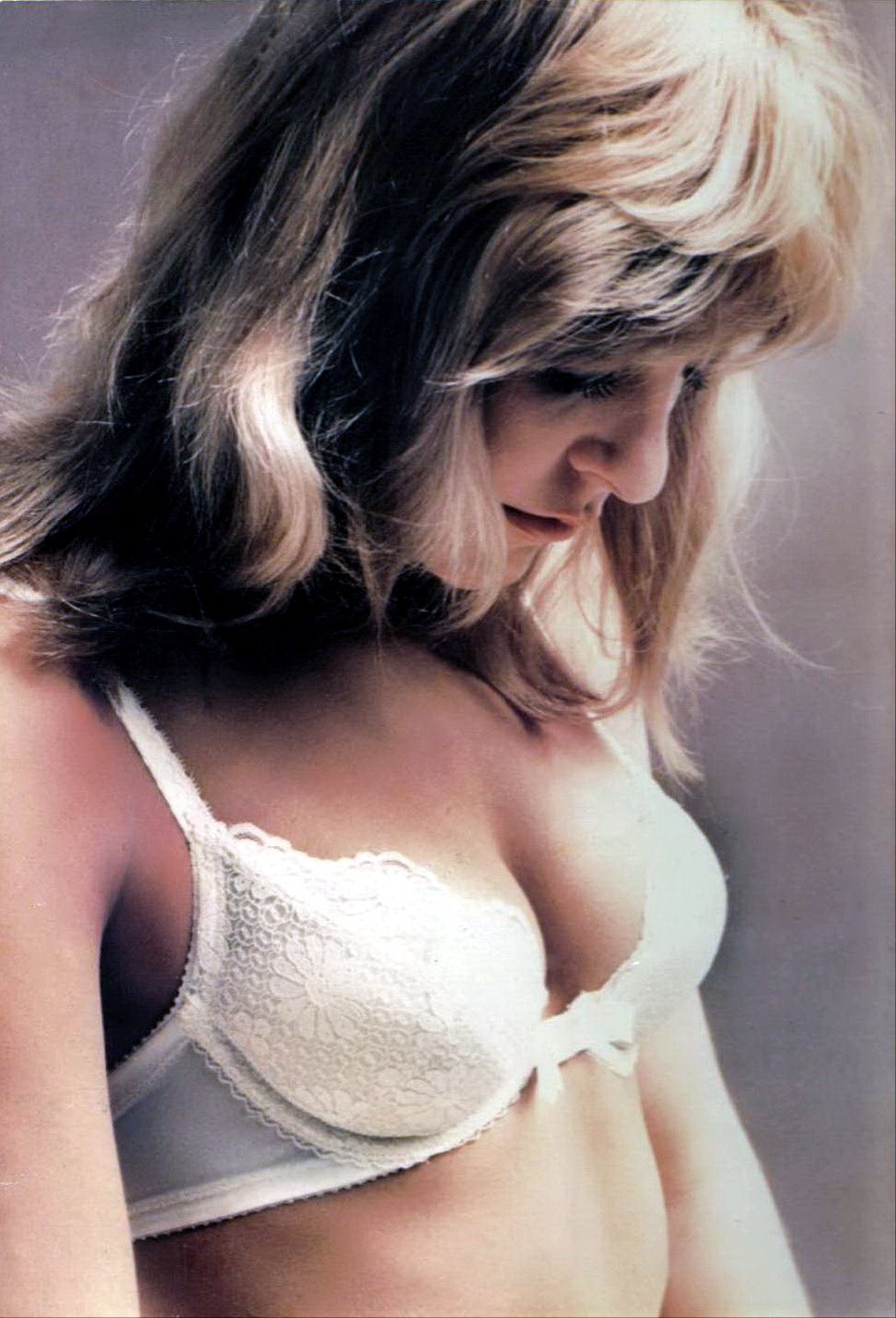
1975年左右的一款加拿大神奇胸罩

穿着被专门用于支撑女性胸部的服装的传统，可追溯至古希腊，她们穿着用以包裹胸部的毛或布、在背部系紧的“胸带”apodesmos
，后来演变成stēthodesmē和mastodesmos。
2008年在奥地利提洛尔东部朗博格城堡开展的考古工作，发掘出2700片纺织品，其中包括四件胸罩。其中两个胸罩为现代款式，另外两个的罩杯则嵌入内衣。所有胸罩由亚麻制作。两个现代款式胸罩，类似于罩杯带有延绳钩的现代胸罩，连着两片亚麻线的布料，向下延伸至底部用于固定花边和带子的六个小孔。胸罩有两条肩带，乳沟间以蕾丝装饰，其中一边采用针织蕾丝。放射性探测年结果显示，四个胸罩的时期介乎1440年到1485年间。
从16世纪起，西方世界的富裕女性们以束身衣作内衣，旨在向上推动乳房。19世纪后半期，服装设计师开始研制束身衣的替代品，尝试将胸衣分为多个部分：躯干下部采用腰带式束缚部件，上端部件从乳房延伸至肩膀。
第一代的现代胸罩，于1889年由德国人克里斯丁·哈特申请专利。斯图加特-巴特坎施塔特的西格蒙德·林道尔1912年开始批量生产胸罩，并于1913年申请专利。由于金属短缺，一战期间鼓励放弃紧身胸衣。到了战争结束时，欧洲和北美最具时尚意识的女性都穿着胸罩，并将其传至亚洲、非洲和拉丁美洲。
公认的现代文胸设计，于1914年2月12日由玛丽·菲尔普斯·雅各布在美国申请专利。类似于其他服装，胸罩最初由小生产企业缝制后发至各大零售商。“罩杯”直到1916年被用以形容胸罩，此时制造商依靠伸缩罩杯以满足不同尺寸乳房的需求:73。乳房大或下垂者有了更多的选择。
1932年10月，S.H. Camp和Company以字母A到D衡量未下垂乳房的大小。1933年2月，Camp发行的紧身胸衣和内裤广告中，就对该系统有详细介绍。1937年，华纳开始在其产品中标出罩杯大小。1930年代还引入了采用多钩和眼闭的可调带子的设计:101。
此后，胸罩正式取代紧身胸衣，带动一条价值数十亿美元的涉及制造和销售的产业链。尽管在流行文化中，胸罩被认为是男性发明的，事实上在设计和制造环节中，女性占了相当大一部分，申请专利占半数。关于胸罩还有一个都市传奇，两个男人就1971年的一本书而分庭抗礼，这件事后来还在电影《情比姊妹深》中以一首带喜感的歌曲传颂。
伴随可穿戴设备的智能化潮流，微软与美国罗切斯特大学、英国南安普顿大学合作研发一款可记录饮食状况的“智能文胸”，其内置传感器透过收集心电图和皮肤电位图数据，可有效监测使用的情绪。

## 結構及制造

### 机械设计

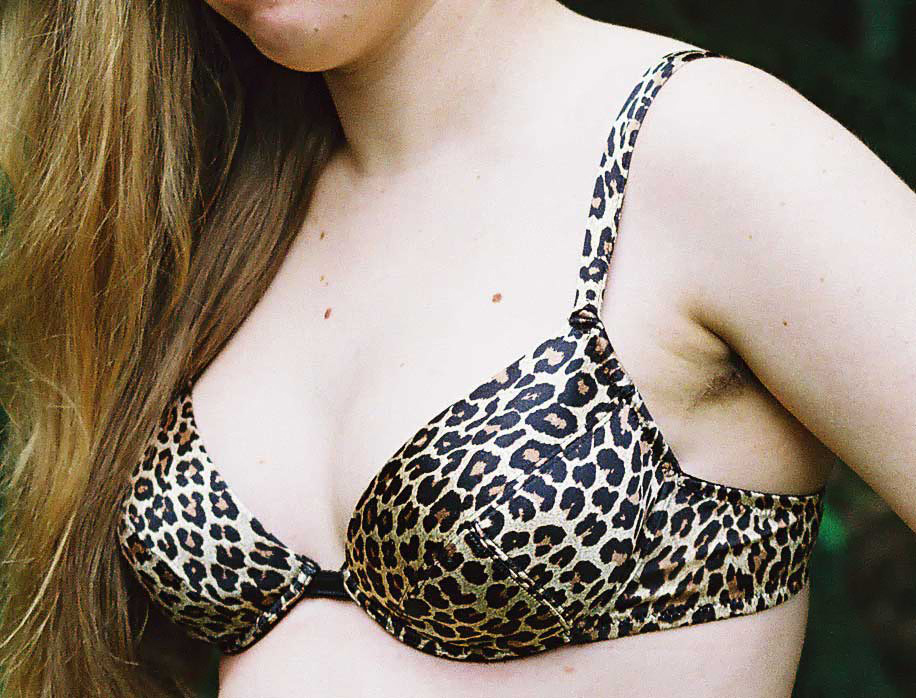
胸罩前视图，包括背翼、罩杯和脊心

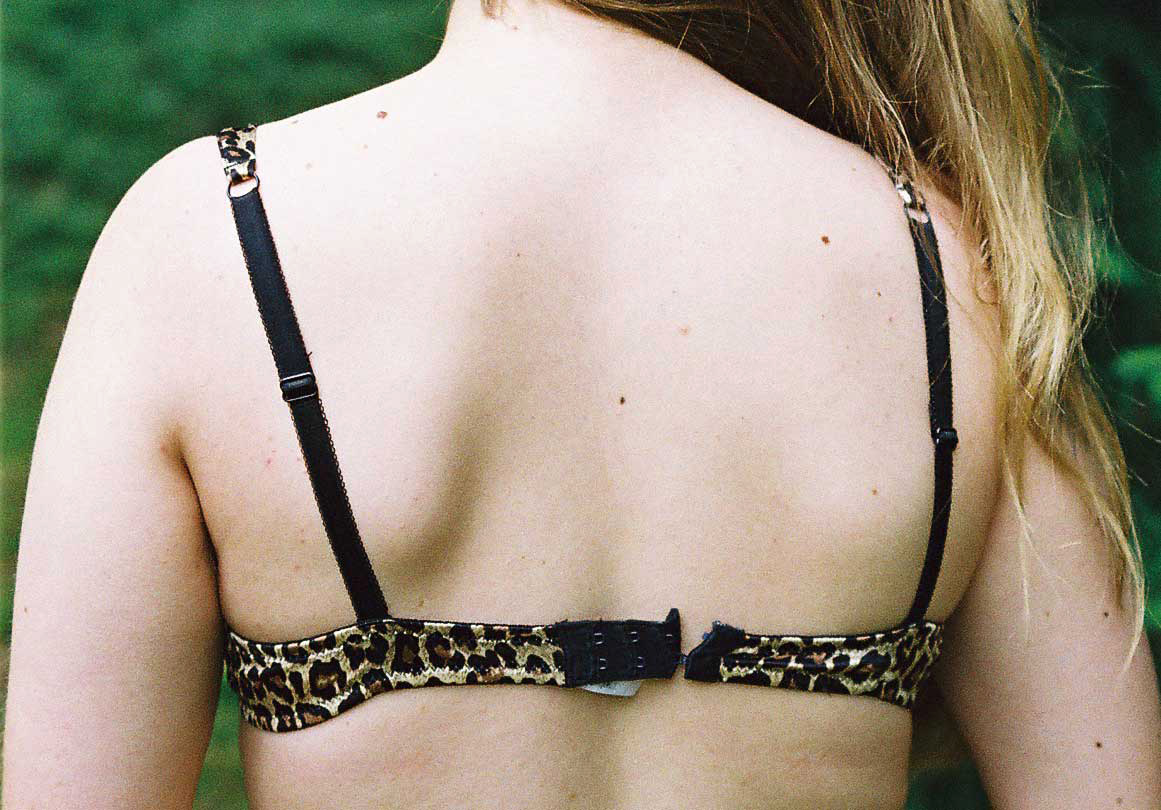
背部的调节扣可让佩戴者作小规模调整。正确佩戴时的背部的带子呈水平状态

由于作用力类似，胸罩设计师把胸罩设计形象地比喻成架设桥梁。桥梁受到水平方向的重量及水平方向的地球运动和风力的影响，而影响胸罩设计的力量就包括重力和佩戴者跑动或转身时产生的切向力。“在许多方面看来，包围和支撑一个容积和形状可变的半固体物质，加上与其相近的概念，等同于将它们放入女性的胸怀中，当中的设计工作堪比建一座桥或悬臂式摩天大楼。”
胸罩建立于方状框架模型中，主要组成部分有缠绕着女性躯干的胸带、两个用以容纳乳房的罩杯和肩带。胸罩通常在背部有钩眼扣扣合，也有些在前面扣的。对于没有紧固件的睡眠胸罩和运动胸罩，穿戴时要从头部穿入并盖过乳房。罩杯之间的前面部分称之为“脊心”。腋窝下方以肩带连接罩杯的部分，被称为“背翼”。
胸罩部件包括杯顶和杯底（缝合情况下）、中部、侧片、后片及根据制造商规格切割的肩带。多层织物往往用机控激光或带锯剪切装置切割而成，而后由工人或自动化机器采用工业级缝纫机组装各处。带涂层金属钩和钩眼，用机器和热加工（或是熨烫）缝进两条肩带的后部，并连以标签或商标。现在有些胸罩本身不会有信息标签。成品的胸罩会被运送的别处进行包装、按风格分类和折叠（机器或人手完成），然后准备装运。
对于无肩带胸罩，胸带和胸罩设计起到支撑女性乳房重量的作用，这种胸罩需要依靠钢圈和额外的接缝及补强板支撑乳房。一些运动胸罩的肩带在背后交叉，压过运动员的肩膀使得手臂露出。制造商也会不断尝试专门设计的框架。如Playtex公司的“18小时胸罩”采用的模型为M型框架设计。

构建贴身的胸罩极为困难。专门从事服装零售业务的管理咨询公司科特·萨蒙，其原全球经理阿德尔·柯克表示，制造胸罩极为复杂：
胸罩是最为复杂的服饰之一。它有许多不同的风格，每个风格又有十几个不同的尺码和各种颜色。此外还有许多制作工序，有扣的、有带子的，通常与每个罩杯为两部分，每个部分需要大量缝合，组件小而密集。

### 制造面料

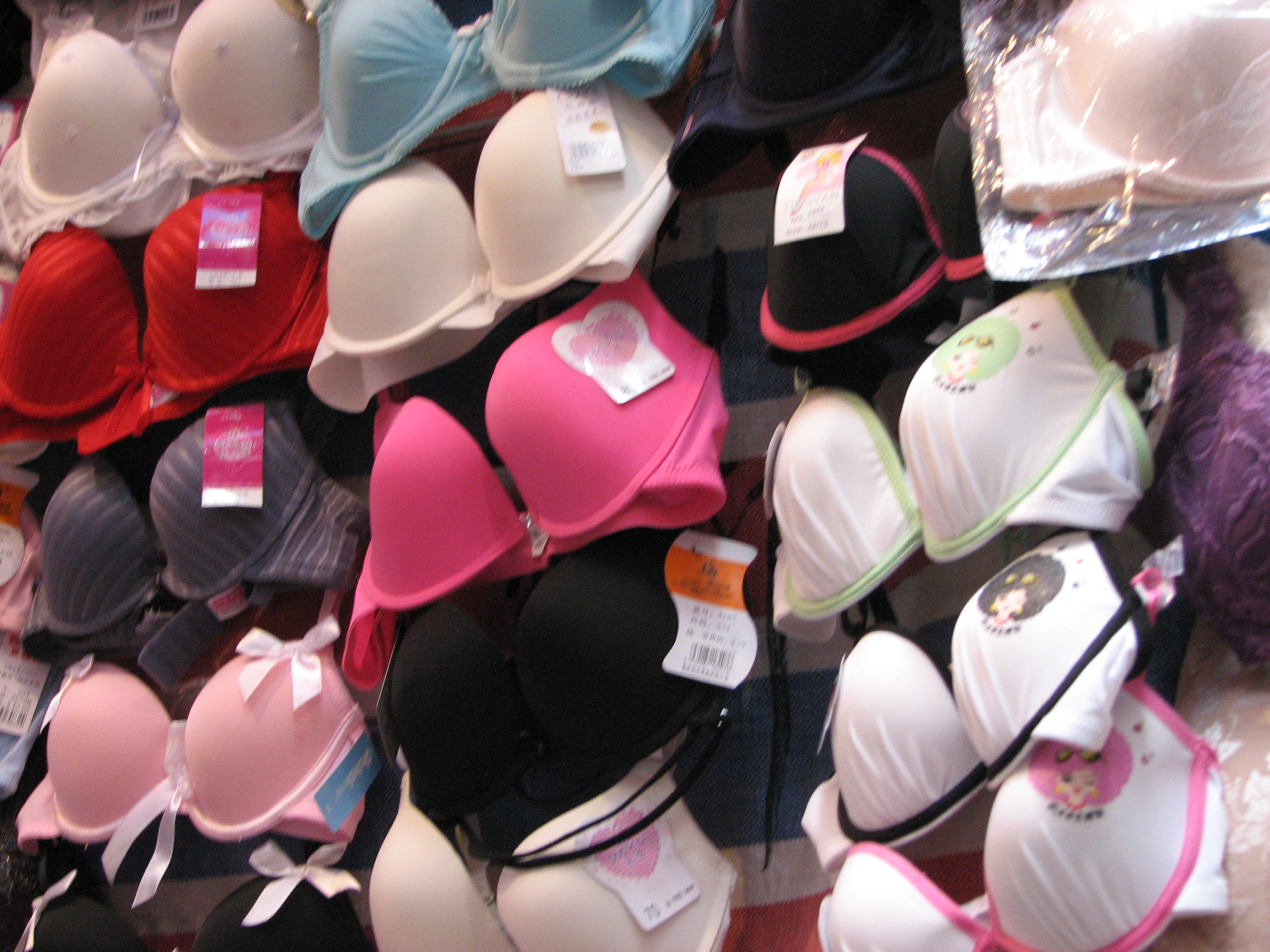
陈列于零售店中的钢圈胸罩

现代服装面料出现前，早期胸罩以亚麻、棉绒面及斜纹织物平接或斜裁缝制。而现在胸罩以各式各样面料制成，包括印花布、氨纶、乳胶、超细纤维、缎面、提花、泡沫塑料、网格布和蕾丝，均出于特定目的而混合制成。其中氨纶是一种有“弹力记忆”功能的合成纤维，可以棉、聚酯和尼龙混纺。网格布则由平滑度紧密超细长丝高科技合成。
英国和美国销售的六成至七成胸罩带有钢圈，钢圈由金属、塑料或树脂制成。钢圈内置于罩杯边沿底端，与胸带相邻，增强文胸在穿着者身上的稳固性。钢圈起到固定支撑和收纳含阔乳房边沿的作用。无钢圈或软罩杯胸罩，利用额外的接缝和内加强件支撑乳房。而T恤胸罩则利用无需缝制的机械一次成形模杯直接作为内衣的罩杯，有的罩杯内部加入额外的填充或成型的面料，以提升胸围尺寸和加深乳沟。

### 规格不一
为实现胸罩的大规模生产，制造商往往以双臂展开的女性作为尺码原型。这种设计还假定两个乳房大小和位置一致。考虑到衣物的贴身，制造贴身胸罩无疑是个挑战，皆因每位女性的乳房在体积、宽度、高度、构成、形状及在胸部的位置上都有所不同。制造商所制定胸罩尺寸标准都接近合身，尽管测量数据可以帮助女性在困难时期找到合身的胸罩，但不同厂商之间的尺寸有所差别。一些制造商透过设立“虚荣尺码”和虚标尺码，试图说服女性购买更薄更丰满的胸罩。科学研究表明，现行胸罩尺寸标准存在很大缺陷。

### 测量系统差别
全球有几套测量胸罩尺寸的系统。最常用的是得出A-B-C+罩杯大小的胸围测量系统，但也有一些显著的差异。大多数胸罩的尺寸为36，但在世界各国使用的胸罩标记系统，时常造成误导和混淆。罩杯和胸带的大小差别，不仅存在于各国，还发生在不同品牌间。例如，大多数女性认为，34B和36B的罩杯是相同的，但实际上罩杯的大小相对于胸带的大小，即考虑到乳房变化时实际体积的胸围。目前已有众多国家通过欧盟EN 13402服装尺寸标准，其躯干测量单位为厘米，尺码均为5（2.0英寸）的倍数。

### 種類繁多

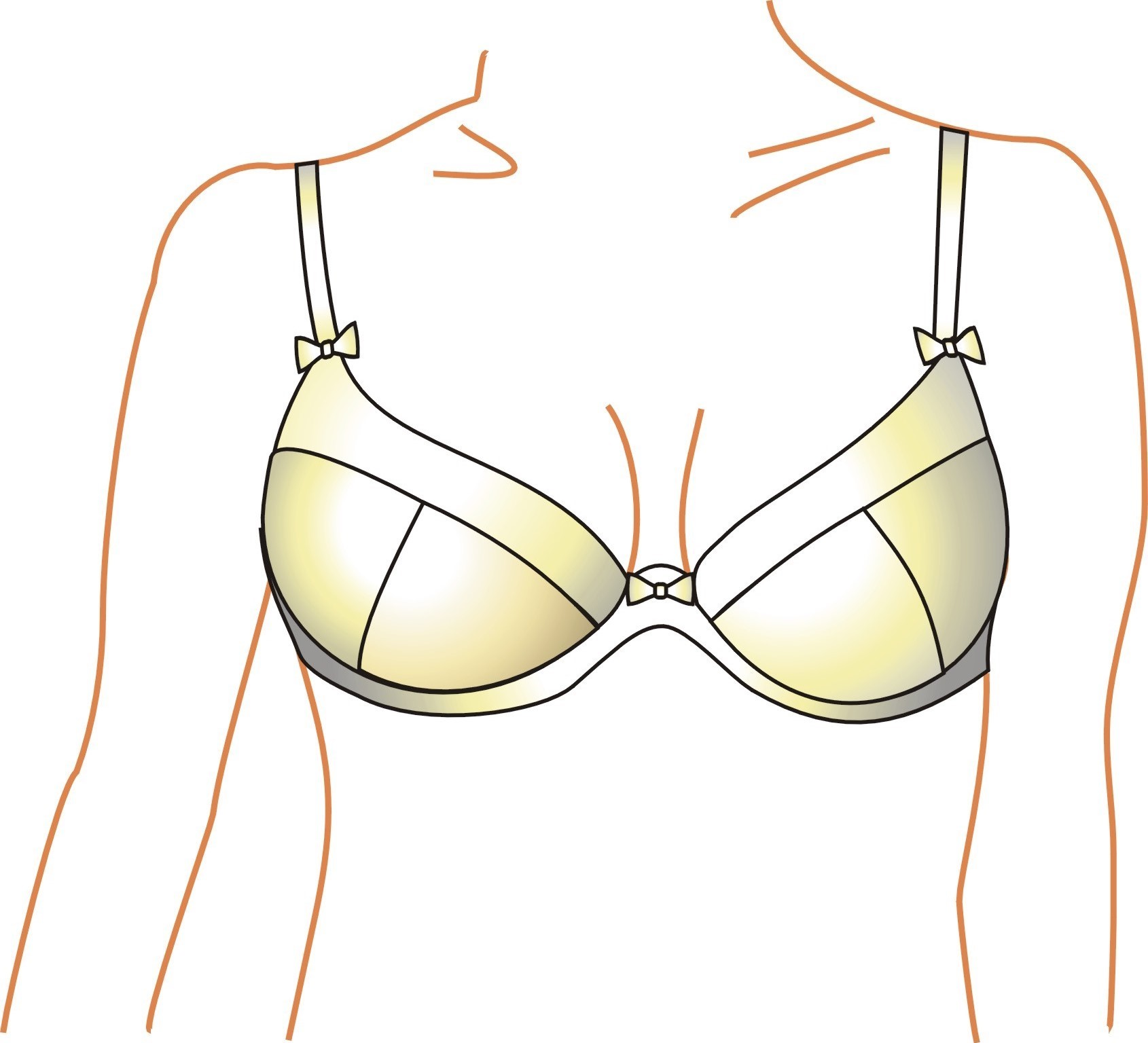
低罩杯
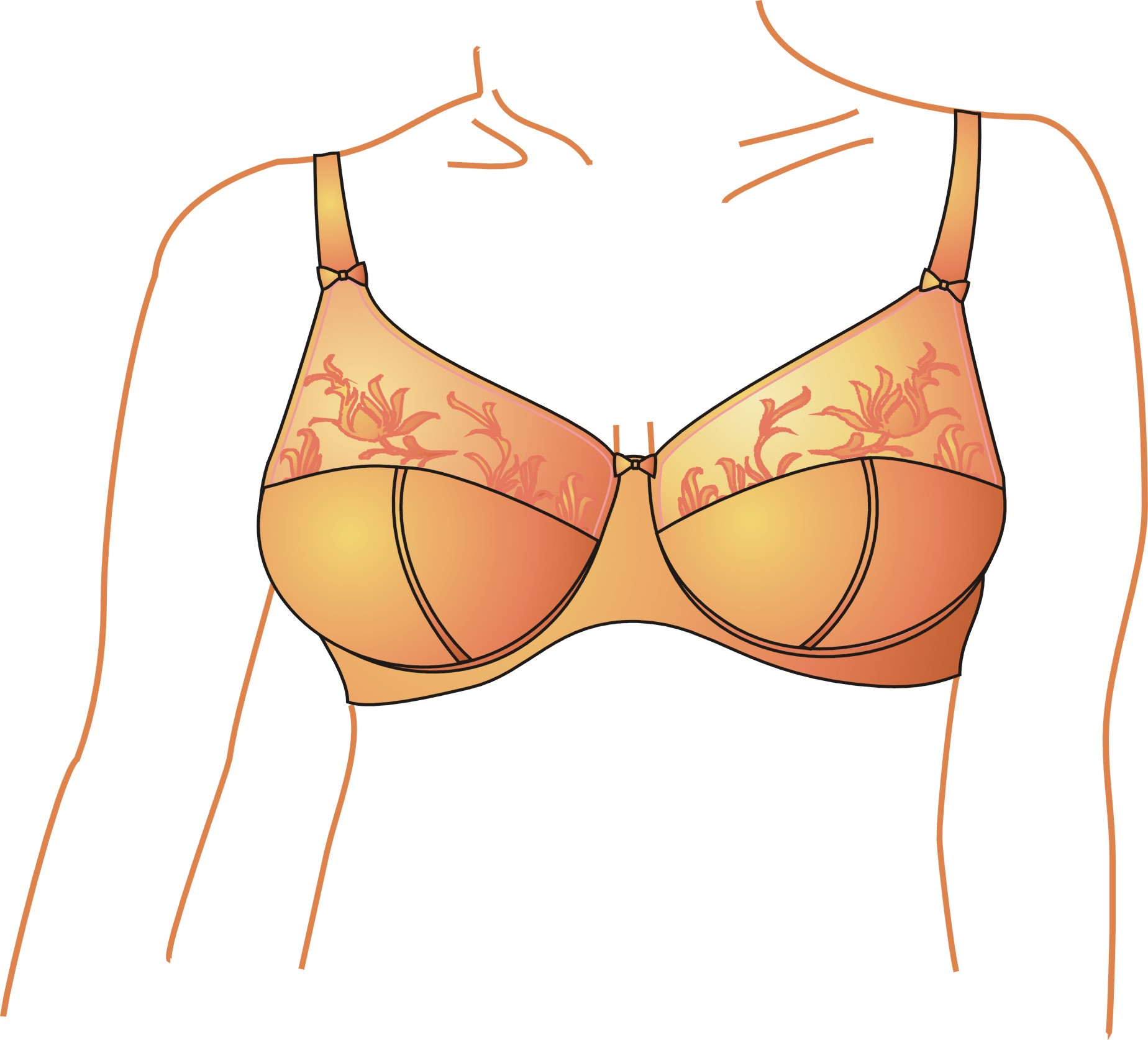
全罩杯
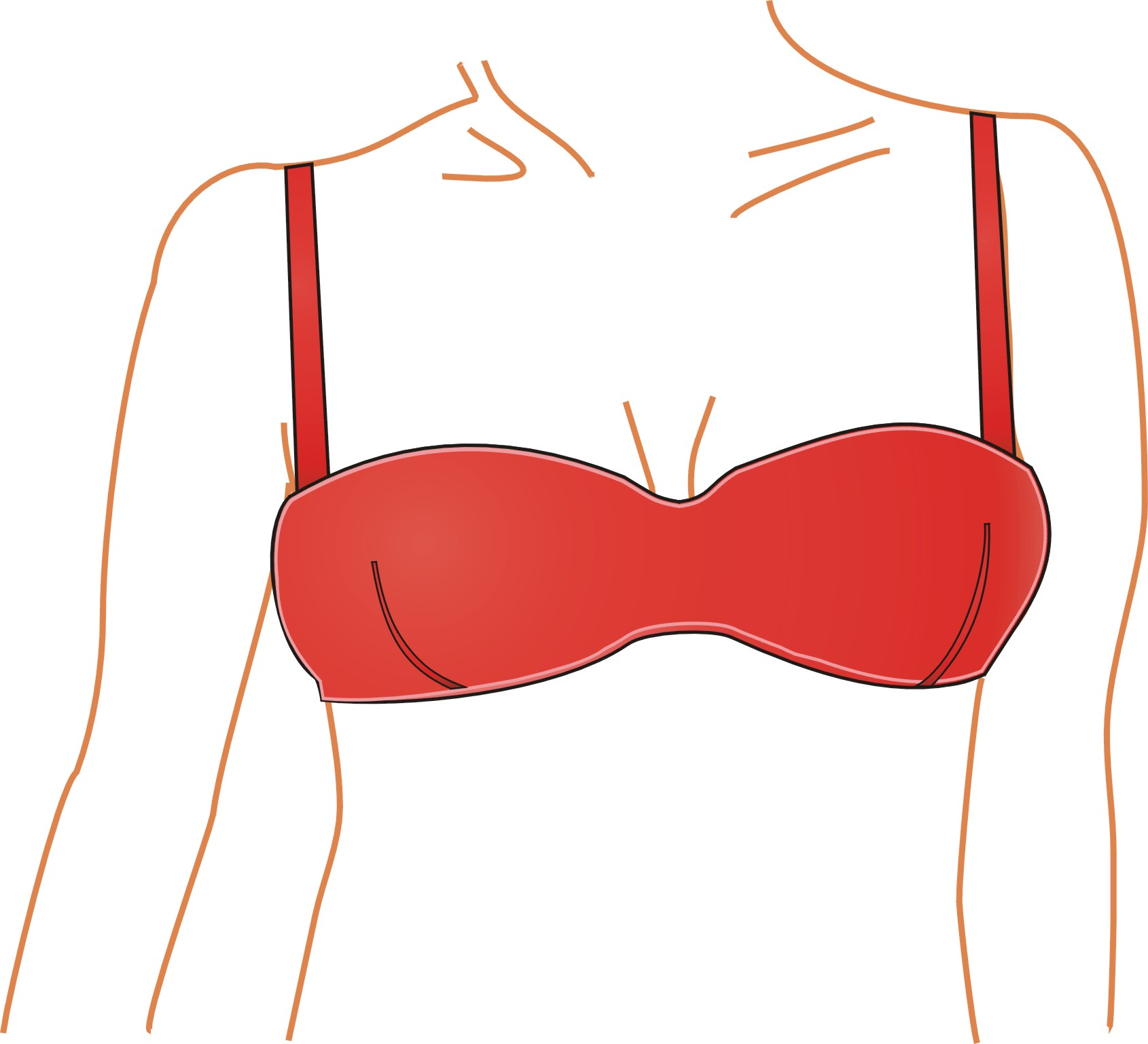
平台式罩杯
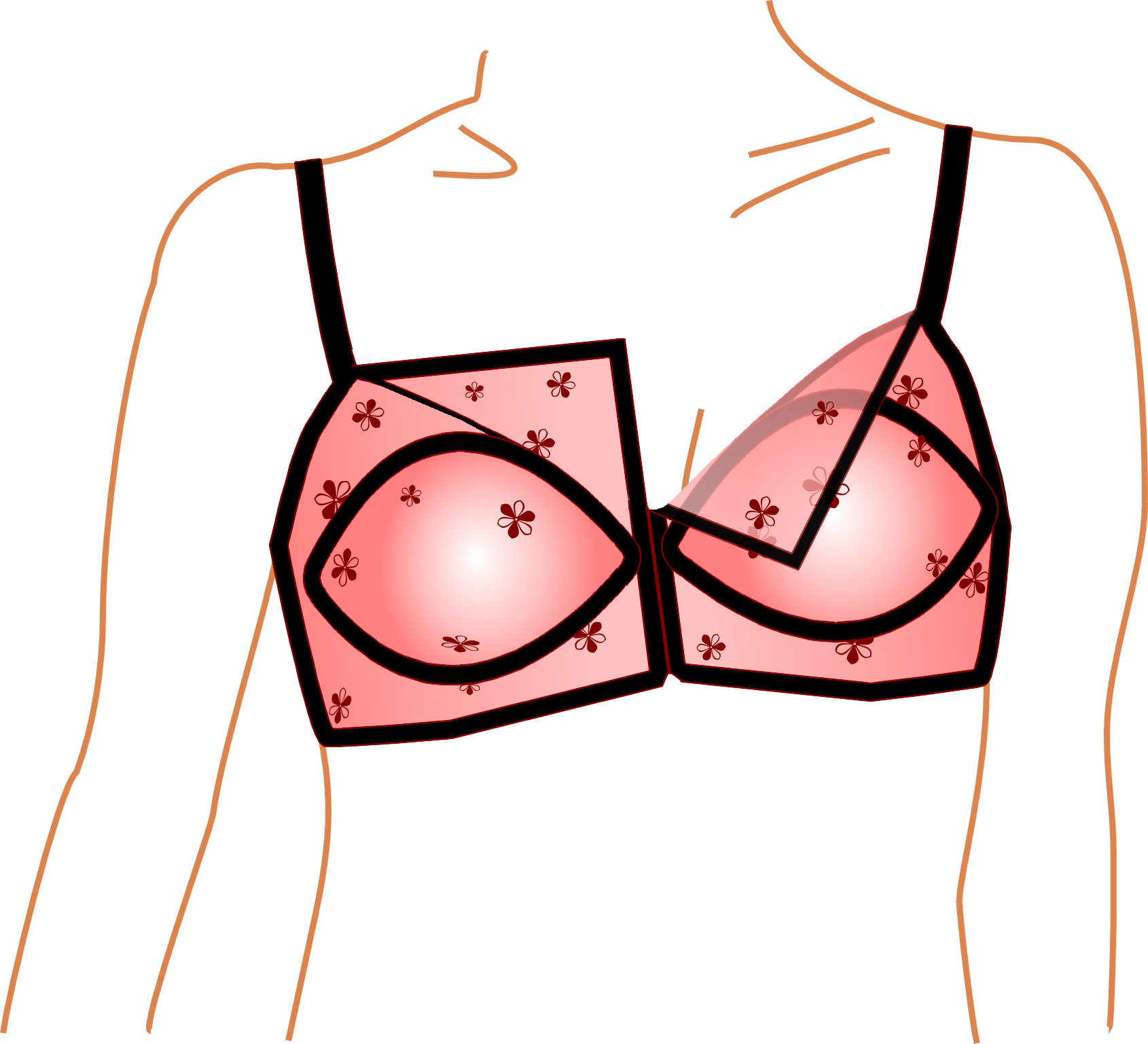
1950年代可拆卸罩杯

为配合不同的体型、情况和外衣，胸罩的设计款式越来越广泛，各风格间对乳房的塑造和覆盖程度、功能、时尚元素、合身度、面料和颜色亦不尽相同。常见的种类有露背式、平台式、半罩杯式、全罩杯式、迷你式、胸垫、低罩杯式、网格式、上托式、无肩带式、T恤式、钢圈式、无钢圈式、单衣式和运动式。许多设计结合多样样式。也有胸罩内置于小背心、连体泳衣和背心内，免去单独佩戴胸罩的不便。

## 挑选方法
由于不同的标准极为广泛，正确找到贴身胸罩对众多女性而言非常困难，有医学研究表明其难度。而女性佩戴胸罩的尺寸往往在很长一段时间内不会改变，导致八成到八成五女性穿错文胸。

### 检查胸带
非常贴身的胸带会给使用者往上拱的感觉，这表明胸带过松。专家建议女性降低胸带的尺寸。太窄的胸带会在皮肤上形成勒痕并形成副乳。要检查胸带是否过紧或过松，可以将罩杯放在背部反戴文胸，然后检查胸带是否贴身和舒适。

### 检查罩杯
若乳房组织通过罩杯的侧面、下部和顶部在腋下露出，意味着要增加罩杯的尺寸。如果罩杯面料松散或是过大，就要选择尺寸较小的罩杯。如果肩带勒进皮肤，就要尝试调整肩带。若不适感没有减缓，那就要考虑增加罩杯尺寸。若肩带从肩膀滑落，就要再次调整肩带。若这样做没有帮助，就要考虑换较小的罩杯。若钢圈没在胸部的下方或乳房中间没有出现乳沟，就要换更大的罩杯。
胸罩专家建议女性，尤其是那些罩杯尺寸大于或等于D的，最好在服装店内衣部或内衣专门店定制合身胸罩。一般来说，女性体重一旦有显著变化，或是不断地更换胸罩，又或是有全身不适的症状，都需要合身的胸罩。

## 服饰文化
于19世纪初发明的胸罩在世界范围内未被普遍穿着。

### 乳房形态
胸围、腰围和臀围体现出的理想女性形象的社会观念影响的观念有意无意地影响到女性选择胸罩。西方文学上对理性女性轮廓，随时间推移而发生改变。时尚史学家吉尔·菲尔兹表示，胸罩“在20世纪美国女性服装史上发挥关键作用，而女性乳房的形态，是改变时尚剪影轮廓的重要组成部分。”胸罩和乳房的展示顺应时尚周期的变更。

### 胸罩服饰

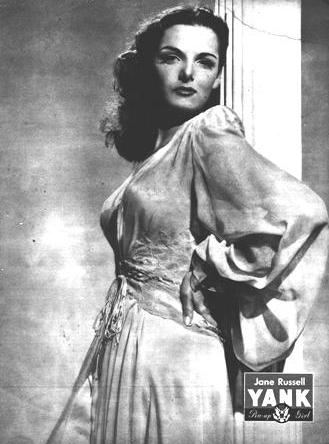
1945年9月21日发行的美国军队杂志《军人周刊》上，刊登了珍·罗素穿子弹胸罩的图片

在1920年代的美国，轻佻女子时代拉开胸罩服饰的大幕。到了1940和1950年代，毛衣女子开始风行，她们穿着子弹胸罩（因其外观而又被称鱼雷胸罩、圆锥胸罩)，珍·罗素和帕蒂·佩奇是当中的代表者。
于1968年9月7日美国小姐竞选时发动的女权主义抗议后，胸罩制造商对女性不戴胸罩表示担忧。对此，众多制造商改变营销策略，声称穿上他们的胸罩等同于没穿。1960年代间，胸罩设计者和制造商推出了无钢圈的胸罩，改变了女性对胸罩的看法，而到了1970年代，他们又开始寻求更为舒适和自然的胸罩。
每年秋季，维多利亚的秘密会制造镶嵌着宝石和贵重金属的梦幻胸罩。2003年，公司聘请了珠宝商Mouawad设计一款含2500克拉钻石和蓝宝石的胸罩，共耗费370个工时。德国超级名模海迪·克林展示了这款1000万美元、在当时是世界上造价最昂贵的胸罩。2010年，公司又聘请设计师达米亚尼制造价值200万美元的梦幻内衣，用了3000颗共计60克拉明亮型切割白钻、82克拉蓝宝石和托帕石。2013年的梦幻胸罩，罩杯和肩带则采用MOUAWAD高级定制珠宝，用了4200种名贵宝石，包含红宝石、黄宝石、蓝宝石和钻石，中间吊坠底部则以18克拉黄金镶嵌，悬于中心的梨形大红宝石重达52克。

### 外露内衣
1990年代的欧洲、美洲和亚洲部分地区的女性，经常展露文胸肩带以宣扬时尚。在那之前，在公共场合展示胸罩和肩带，被认为是失礼的。在某些社交圈，这种看法被认为是正确的，该行为会让女性冒着被看作是马虎、放荡不羁、一无是处的风险。麦当娜是首个打破惯例的知名艺人，她在1990年金发野心巡演时穿着子弹胸罩外衣，该外衣于2012年11月29日在伦敦的佳士得流行文化拍卖上被人以52000美元拍得)。
女性在某些社交场合故意穿着故意暴露胸罩或胸罩简单的服装，在流行文化中越来越常见。女演员朱莉娅·罗伯茨在电影《永不妥协》中扮演的角色，亮相时常穿露出聚拢型上托胸罩和肩带的外衣，在电视剧《欲望都市》由莎拉·洁西卡·帕克扮演的凯莉·布雷萧，常穿露出蕾丝胸罩的外衣。黛咪·洛瓦托穿着一件低胸橙色礼服，露出华丽的蓝绿色钢圈胸罩，登上2013年8月《柯夢波丹》杂志封面，这种暴露中央胸罩的造型，被《纽约》认为是正在风起云涌的时尚潮流。范思哲2013年推出的秋装系列，其突出特点是将胸前开放以露出钢圈胸罩。
其他女性在公众面前暴露胸罩，则出于引起关注，为研究乳腺癌等慈善机构筹集资金。穿着彰显佩戴者胸罩或胸罩肩带的衣服已日益普遍。《柯夢波丹》和《17》等杂志甚至制作出关于用可被接受的方式暴露胸罩或胸罩肩带的指引，其中包括要避免肉色调、罩杯光滑的胸罩，使得暴露看起来经过深思熟虑，而非出于偶然。他们还建议，确保胸罩没有破损，穿着有充足遮掩的款式。其他建议包括穿着肉色或颜色与外衣相匹配的胸罩，确保服装颜色的统一，而不穿胸罩通常可透过胳肢窝瞥见。

### 发育需求

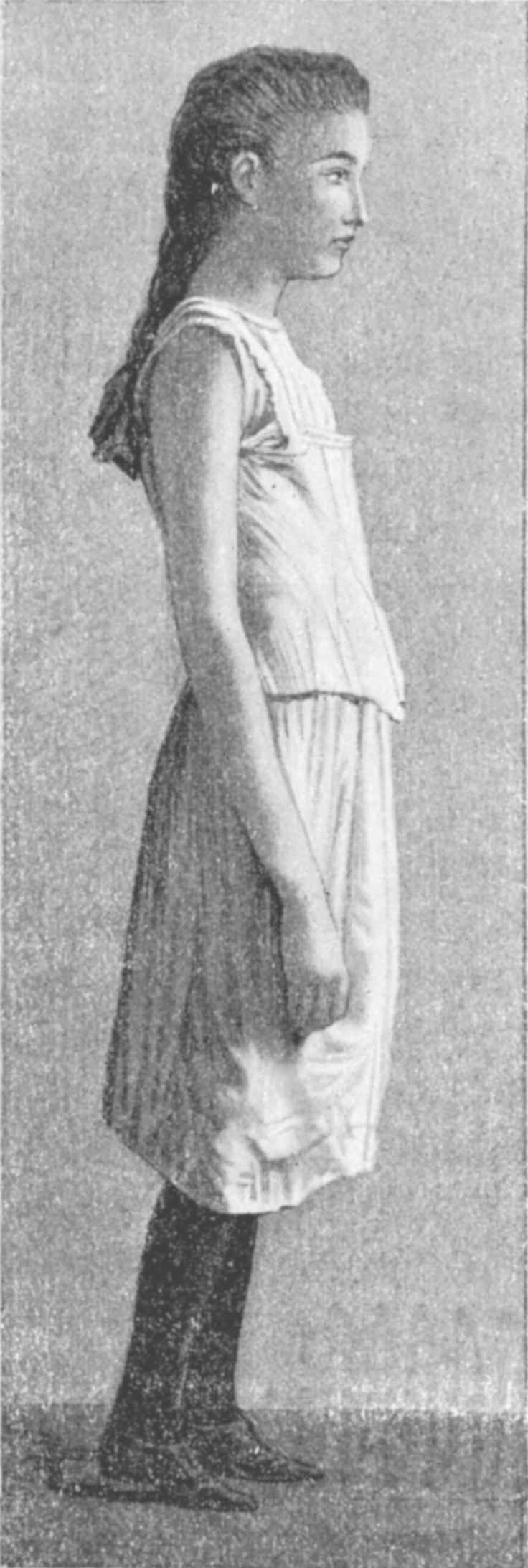
十九世纪青春期女孩的典型着装，一直沿用至1950年

Flapper时代落幕时，媒体關注的焦點由轻佻女子轉向年輕少女。奥尔加制造了轻薄的网格状少女胸罩，其他制造商纷纷回应。二战结束后，人们重视给女孩的第一个胸罩。这被看作是她一生中期待已久的仪式，是成年的标志。
典型少女的乳房是緊實挺拔的。因此在身体上并不需要胸罩的支撑，由報紙專欄安·兰德斯提議的铅笔测试，可以推算出少女是否应该开始佩戴胸罩：用铅笔平放在乳房下皱襞（即乳房下緣和腹部的交界處），若乳房下緣可以固定铅笔，使铅笔留在原处则需佩戴文胸，若铅笔掉地则不需要。该测试以作为准则而得以推广。
思春期的女生可尝试佩戴专门的胸罩，也可选择在青春期早期乳房开始发育、尺寸介于30AA和38B间时佩戴。
在1960年代初，胸罩是96.3%的女大学新生在学校衣柜的一部分。而到了不戴胸罩趋势增加的60年代末，这一人数一度下滑至85%，仅有77%的女高中生准备返校时购置胸罩:151。

## 健康问题

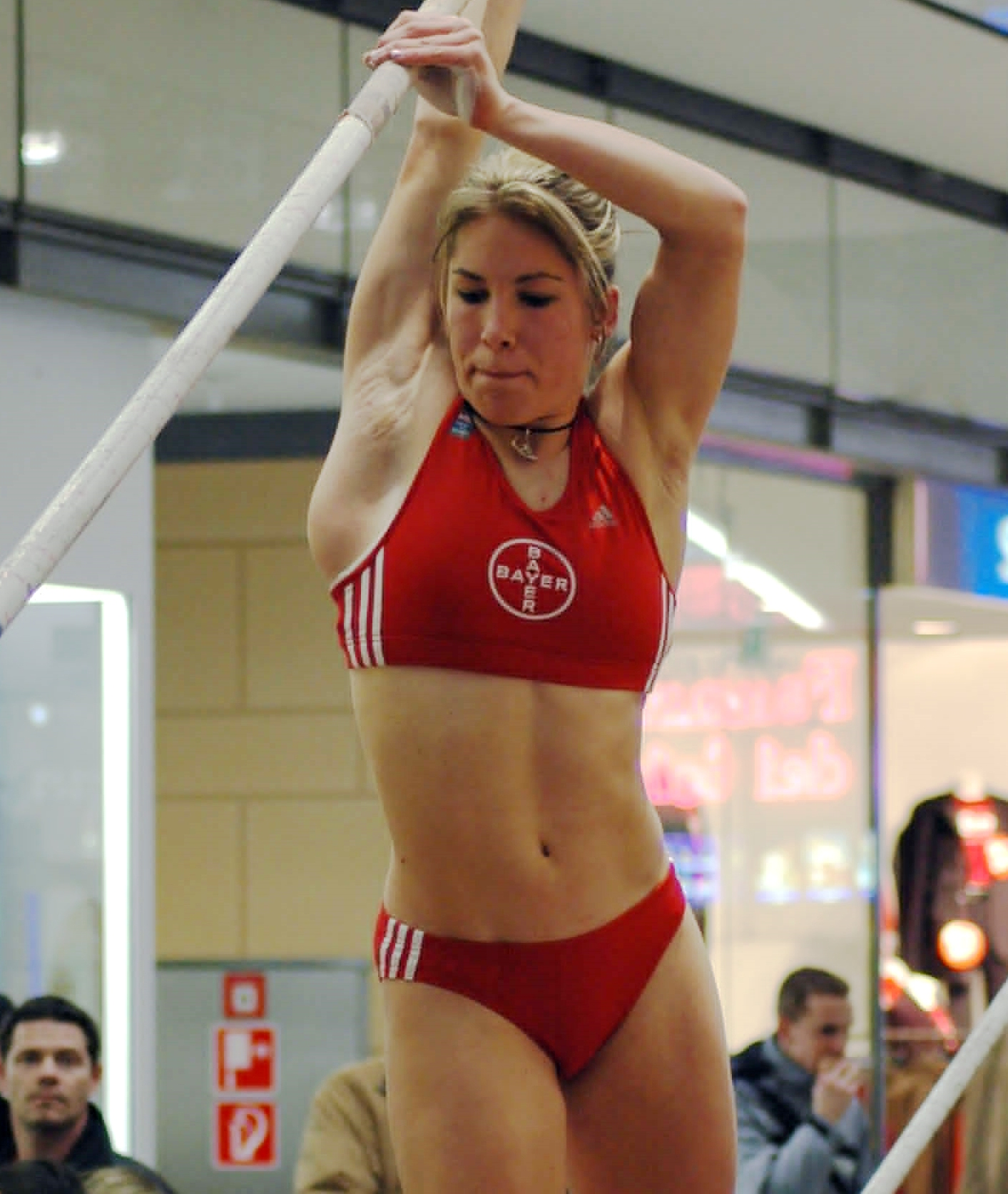
穿着运动胸罩的德国撑杆跳高运动员

胸罩戴不好会诱发多个健康问题：

### 預防下垂
来自英国加的夫威尔士大学医院外科主任罗伯特·曼塞尔表示：“胸罩并不能有效预防乳房下垂，乳房韧带的拉伸和下垂在日后的生活中呈规律性发生，是重力作用导致的，常见于重乳房，戴胸罩不能阻止其发生。”Playtex公司的首席执行官约翰·迪锡对曼塞尔的观点表示同意：“目前仍没有医学上的证据表明穿胸罩可预防乳房下垂，况且乳房本身没有肌肉，不可能永久保持坚挺。”迪锡告诉记者，“穿特定的胸罩不会对乳房产生永久效果。穿胸罩只能让乳房形状的发育遵照文胸的设计。”胸罩受到磨损就会影响到乳房的形状。
医学资深作家德博拉·富兰克林于《健康》杂志写道：“但是，每天、终身带着胸罩关键是要保持曲线仍只不过是个传说，这源于过去以小蛮腰定义女性力量轮廓的误导概念。”
富兰克林采访了新泽西医学院的外科医生克莉丝汀·梅科克博士，她对运动医学颇有研究。博士表示：“库珀的韧带对支撑乳腺组织没有关联.....他们仅是用以分离乳房。”她指出，大多数女性随着年龄的增长开始下垂，乳房较大的女性通常更容易受到影响。然而，下垂并不取决于与韧带和乳房大小。
过紧胸罩可能还会引发下列健康问题：

### 乳房过大与胸罩贴合度
购买胸罩时，波霸型女性通常难以选择贴身的胸罩。体态丰满的女性比乳房相对较小的女性，更容易佩戴尺寸不合的胸罩。她们倾向于购买太小的胸罩，平胸型女性则倾向于购买太大的胸罩。

### 乳房不对称
25%女性的乳房不对称。制造商的胸罩尺寸标准，不能适应这种不一致，使得有这种情况的女性难以找到贴身的胸罩。

### 对身体活动的影响
有些职业要求女性频繁向上伸展手臂。女子排球、跳高和跳远运动员必须不断地将手臂抬高过肩膀。这可能会导致肩带紧勒导致肩部疼痛。那些不用频繁伸展手臂的女性，穿着设计不当或不合身的胸罩也会引发肩部疼痛。
对此，女性可穿着运动胸罩。明尼苏达州女性健康及身体活动的研究机构Melpomene研究院主席茱蒂·马勒·卢特表示：“波霸型或处于哺乳期的女人，往往很难找到贴身、感觉舒适、对运动有足够控制的运动胸罩。”

## 社会问题及发展趋势

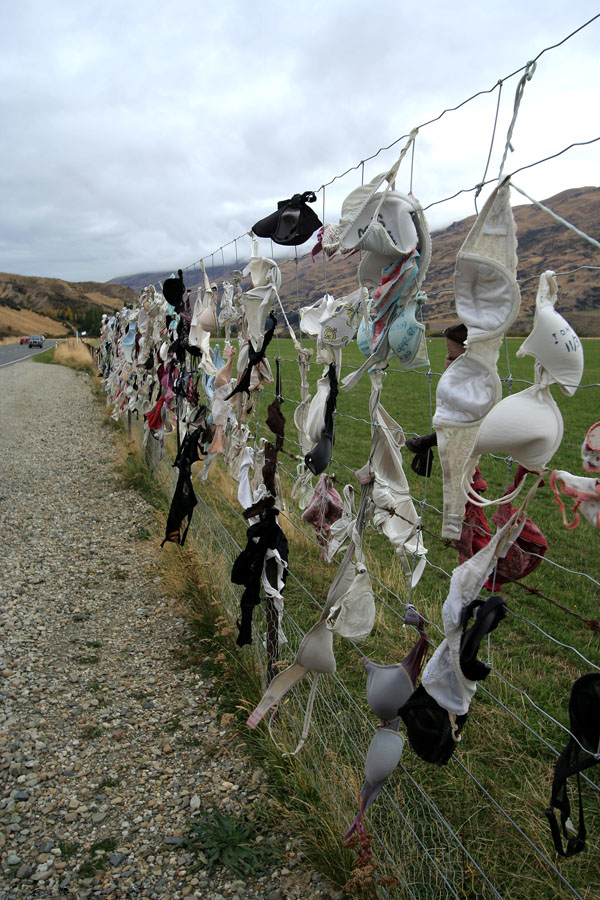
位于新西兰的卡德罗纳胸罩围栏

全球消费者每年花费160亿美元购买胸罩。2012年，每名美国女性平均拥有9件文胸，经常穿的仅有6件，其中一件为无肩带胸罩，一件为除白色以外的颜色。这一数据相对于2006年的6件胸罩有所增加。北美女性的平均胸围也从1983年的34B增至2013年的34DD。肥胖率、乳腺植入物的数量、计生用品的使用、雌性激素分泌增加，导致胸罩尺寸的增长。

### 调查数据
综合各种调查，有七成五到九成五的西方女性穿胸罩，而供应维多利亚的秘密等品牌的纽约内衣制造商S & S Industries的调查显示，戴胸罩的女性中有七成五穿着钢圈胸罩。
哈里斯调查委托《花花公子》杂志调查一千名女性穿胸罩的原因。67%受访者表示他们比较喜欢戴胸罩，85%受访者想穿没有感觉的束身型胸罩，其中有49%乐衷于钢圈胸罩，又有49%乐衷于无带胸罩。

### 社会规范
女性往往会错误地认为戴胸罩可防止乳房下垂，其他人则认为胸罩是用来改善外表的。有些人穿胸罩则考虑到他人对自身行为的看法，乳房无约束地摆动，或是透过外衣瞥见乳头会给人“好色”的感觉。如果乳头或乳晕可从外衣瞥见，周围人会认为这种景象是“不雅”或是不恰当的。有些女性戴胸罩是出于隐藏胸部和乳头的自然形状，以应对谦虚文化的标准，或是害怕遭受批评或不必要的关注。乳头在寒冷等环境因素下会显得坚挺，所以戴胸罩可以防止因乳头坚挺引起别人的不必要注意。

### 不戴胸罩
在以前的西方社会，女性是否穿紧身胸衣可体现她的道德素养及社会地位，这日渐成为上层社会女性的共同话题。唯一不穿胸衣的女性，是那些社会地位较低且名声败坏的。在现代，不戴胸罩不为社会及商业环境所接受，有些人对女性地位的判断取决于是否穿胸罩，但也有公众人物，尤其是名人、女演员及时装界成员，会在某些场合不戴胸罩。
人们往往认为女性不戴胸罩是想作政治声明或得到性关注，相反，也有不戴胸罩的女性认为穿胸罩更舒服。一些不戴胸罩的平胸女性会比波霸更容易蒙混过关。出于工作着装需要，女性要戴胸罩，但实际上她们更愿意不戴胸罩。一些戴胸罩感到不舒适的女性，回到家会习惯性地脱下胸罩。
为避免不必要的关注，那些想不戴胸罩的女性会选择贴身内衣来隐藏胸部，或用粘合剂把硅胶奶嘴盖粘接成胸罩。取决于不同的社会背景，女性可穿着不同的衣服来显露或隐藏没戴胸罩的事实。有些吊带裙、背心和晚礼服的内部有支撑胸罩的部件，有些则没有。在一定的社会环境下，女性即便冒着被人发觉的风险，也不穿胸罩。有对胸罩反感的人用18058件胸罩制成胸罩球雕塑。组织者之一的艾蜜丽·达菲，穿内置42B胸罩的连体内衣，而标准胸罩会将其腹部收紧。

### 质疑声浪
有人质疑胸罩的健康和社会层面上的必要性，甚至有人已经研究出不戴胸罩的好处。亦有人发起倡导乳房自由的非正式运动。
有胸罩反对者声称少女胸罩给女生灌输把乳房看作性对象的不良思想。在他们看来，少女的胸部尚未发育完全，无需功能性内衣的支撑，胸罩只会强调女生的性欲。女权主义作家艾丽丝·杨指出“胸罩是触摸的屏障”，不穿胸罩的女人消除了“阴茎文化又硬又尖的外观断定的准则”。不穿胸罩会导致乳房不成正常形状，动作的变化体现了身体的本性。未固定的乳房讥笑对完美乳房的追求，“最令人反感的是，不穿胸罩的话就会让乳头显现，乳头是不雅，但怎能遮住呢？”苏珊·布朗米勒在她的著作《女人味》中采取的立场，是没有戴胸罩的女性会让男人震惊和愤怒，皆因男人“含蓄地认为他们也有乳房，只有他们能脱去胸衣”。
2009年10月，索马里强硬派组织伊斯兰青年党，用枪口胁迫女性在公共场合下晃动自己乳房以辨别她们是否为穿胸罩的“反伊斯兰”者。他们告诉女性们，穿胸罩是对伊斯兰教学的欺骗和打击。当地女性若被发现穿胸罩会遭到鞭笞。摩加迪沙一名女儿遭到鞭笞的居民表示，“照伊斯兰主义者所说，女性的胸部应是不变地自然或是平坦的。”
首届“全美无胸罩日”于2011年7月9日举办。组织者鼓励女性当天不戴胸罩，人们纷纷在推特贴文分享脱去胸罩的减负感受。内衣公司维多利亚的秘密评论道，当天的活动使其业务蒙受损失。超过25万人在活动的Facebook网页上表示支持。

### 抗议选美
1968年9月7日美利坚小姐竞选期间，美国各地400名女性组成小团体“纽约激进女性”进行抗议。她们象征性地将大量女性用品投入垃圾桶，包括拖把、锅碗瓢盆、《柯夢波丹》、《花花公子》、假睫毛、高跟鞋、卷发夹子、发胶、化妆用品、腰带、紧身胸衣和胸罩，全被形容为“女性的刑具”。抗议活动组织者之一的卡罗尔·汉尼什表示：“我们本来打算烧掉这些东西，但由于木板路，警方不让我们烧东西。《纽约邮报》的文章将此事定性为一场介于宣扬女权主义和反对越南战争之间的抗议（示威者在抗议中烧掉征兵卡）。事实上，没人在抗议中焚烧甚至脱掉胸罩:4。汉尼什表示：“直至这刻，我们仍未有大动作，只是小规模行为。将事情搞大需要勇气。美国小姐是‘美国派’的象征，但谁敢去批评这事？”除了将东西扔进垃圾桶外，她们佩戴标志、散发传单、在集市里举办家畜选美以丑化选美比赛。“媒体关注的是胸罩部分，”汉尼什后来表示，“我经常认为，如果他们称我们为‘胸围焚烧者’，想必全美的女性们都会加入我们。”

### 女权主义观点
一些女权主义作家认为胸罩是女性服装成型和女性身体畸变成历史上的审美理想的例子，它们的诞生迎合了男性的期望。教授丽莎·乍得观察到女权主义在杰曼·格里尔在一场正式的大学晚宴中发表的关于胸罩的言论：
在毕业生的表格中，杰曼解释女性并未解放，无论学历多么高，只要我们被要求把乳房硬塞到像小维苏威火山的胸罩结构中，两片缝合的白色悬吊锥面所承担的，跟女性解剖学毫无区别。甘心忍受六十年代的胸罩带来的不适，她剧烈地嚎叫着，这是女性受压迫的象征。
杰曼·格雷尔的书《女性宦官》（The Female Eunuch）与“焚烧胸罩运动”有联系，她指出那个时期的胸罩多么的不舒服和压迫。“胸罩是一个可笑的发明”，她写道，“但是如果你制定不穿胸罩的规则，你就会让自己遭受又一个镇压。”对于某些人而言，胸罩仍然是社会强加给女性的限制标志：“经典的烧胸罩......代表着男性父权制压迫的解放，直至把你自己从收缩流畅轮廓中解放出来。”尽管女性不会真的烧胸罩，但某些女性把不再穿胸罩作为骚乱或抗议的形式。拒绝遵循普遍接受的规范，她们打算传达出她们对男女角色社会分层的拒绝。
女权主义者、教授马里昂·杨表示，美国文化中的胸罩是“资本主义、父权的美国媒体所主导的文化，是在带距离感的一瞥被冻结或知晓前的目标乳房:31。”有些女权主义者认为当一个女孩开始穿胸罩时，就象征着她把乳房变成了性对象。

## 法律问题

### 交通安全
美国交通與运输管理局建议女性穿无钢圈胸罩，以防被金属探测器检出。对此，名为“凯旋国际”的瑞士公司于2001年底推出一款“飞行常客胸罩”。胸罩不带金属扣，钢圈由树脂制成，以确保不被仪器检测到。

### 监狱安全
2010年6月，律师布兰妮·霍斯特曼前往迈阿密联邦拘留中心会见客户，接受安检时，她的钢圈胸罩与金属探测器有反应。她在洗手间脱掉胸罩后，却以不戴胸罩有违拘留中心着装规定为由，被禁止进入监狱。联邦公共律师办公室联络典狱长琳达·麦格鲁调查此事，得知狱警曾收到一份允许穿着钢圈胸罩者进入监狱的备忘录，但霍斯特曼造访期间的值班看守对修改后的规定毫不知情。典狱长将此事归结为“一时记错”，保证不会有同类事件发生。

### 校园领域
2009年11月，佛罗里达州坦帕地区希尔斯伯勒县越野锦标赛活动期间，有家长和老师抱怨女生穿着运动胸罩、男生赤膊上阵。县体育主任兰尼斯·罗宾逊向该县所有公立学校的体育主管下发校董会规定，表示尽管运动胸衣被设计为外衣，但不管天气多么热，女生至少要穿无袖T恤，而男生不许赤膊上阵。该规定适用于所有赛事及训练课程。教练罗伊·哈里森表示，考虑到学校的安全，他不会遵照规定：“我们的训练集中在八月和九月，就算是晚上，室外的酷热指数高达103 °F（39 °C）、105 °F（41 °C）和107 °F（42 °C），而且在我看来，跑步时不让男生赤膊、女生穿运动胸罩都成了安全问题。”教练员和运动员们纷纷指出，跑步时穿运动胸罩、合身的窄脚短裤和赤膊上阵，就像穿泳衣和紧身排球服一样很常见。
2012年间，田纳西州孟菲斯民主党人乔·唐，提交一份要求女生运动员在运动胸罩外加衬衫的法案，但未获通过。诺克斯维尔共和党人比尔·邓恩对女生运动员的衣着方式亦感担忧：
……孩子们在运动时的衣着很让我震惊，你是要去锻炼和游戏啊，小姐们穿着运动胸罩走来走去，难道不会被看成内衣？
2013年中华人民共和国高考期间，吉林省实行比以往更严的高考安检，考生若被检测出有金属搭扣的文胸会被拒之门外。

### 法律诉讼
2009年间，维多利亚的秘密多次被起诉。诉状指控含有甲醛的内衣使得佩戴者患上严重皮疹，其中六宗个案发生在俄亥俄州，两个在佛罗里达州，2008年1月后又有其他六个州提请17项诉讼。
原告起先拒绝呈交用以明确佩戴者身体反应的补丁测试，后来被撤回。甲醛安理会发表声明，甲醛能在空气、水和阳光作用下迅速消散。

### 就业问题
2011年，德国一家法院裁定，雇主可要求女员工工作时穿胸罩或衬衫。机场保安公司认为戴胸罩对“保持雇主提供的制服外观有条理”是有必要的。法庭还认为，公司可以要求员工保持头发整洁，男员工的胡子要刮得比较干净或是修整好。
2011年8月，美国犹他州的温迪·安德森根据《1964年民权法案》第七章，指控其雇主性骚扰。她声称其雇主德里克·怀特要求她遵守着装规定，即便是“无胸罩日”也无例外。她还表示，德里克时常会在其他员工面前讨论自己的乳房大小。
英国维珍铁路经纪人理查德·布兰森，于2013年5月要求女乘务员穿着新推出的制服，许多员工抱怨新制服太过暴露，胸罩会让公众看到。于是，维珍铁路提供价值20欧元的票证，允许不满新制服的员工在上衣底下加衣服。

### 引用
1. 1 2 3  Wood, K; Cameron, Melainie; Fitzgerald, Kylie. . Chiropractic & Osteopathy. 2008, 16: 1. PMC 2275741 . PMID 18339205. doi:10.1186/1746-1340-16-1.
2. ↑  Gau, Colleen. . Elegant Lingerie. 2010-10-19  [2015-06-04]. （原始内容存档于2013-06-18）.
3. 1 2 3  DeSantis, Violette. .   [2009-02-12]. （原始内容存档于2019-06-08）.
4. 1 2 3 4  Wells, Jacquelyn. . HerRoom.   [2014-01-31]. （原始内容存档于2014-02-19）.
5. 1 2 3 4 5  . Clothing and Fashion Encyclopedia.   [2011-01-19]. （原始内容存档于2010-11-29）.
6. 1 2  Apsan, Rebecca. . Sarah Stark. Workman Publishing Company. 2006-10-20: 186  [2014-06-03]. ISBN 0-7611-4323-8. （原始内容存档于2015-05-12）.
7. ↑  Berry, Cheree. . New York Magazine.   [2014-01-31]. （原始内容存档于2014-02-03）.
8. ↑  Mendehlson, Matt. . USA Today. 2007-12-04  [2014-01-31]. （原始内容存档于2014-11-16）.
9. 1 2  Quinion, Michael. .   [2014-06-03]. （原始内容存档于2006-09-27）.
10. ↑  美国专利1115674 (PDF 版本)（于1914年11月3日注册）Mary Phelps Jacob——Backless Brassiere。
11. ↑  Duron, Alexandra. . Women's Health.   [2012-11-22]. （原始内容存档于2012-12-09）.
12. 1 2 3 4  . London: The Independent UK. 2007-08-15  [2010-05-10]. （原始内容存档于2015-09-25）.
13. ↑  . 世界新闻报. 2010-10-13  [2011-01-10]. （原始内容存档于2017-03-14）.
14. ↑  ἀπόδεσμος,
Henry George Liddell, Robert Scott, A Greek-English Lexicon, on Perseus
15. ↑  μαστόδεσμος （页面存档备份，存于）, Henry George Liddell, Robert Scott, A Greek-English Lexicon, on Perseus
16. ↑  μαστόδετον （页面存档备份，存于）, Henry George Liddell, Robert Scott, A Greek-English Lexicon, on Perseus
17. ↑  Leoty, Ernest; Gautier, Saint Elme. . Kessinger Publishing. 2010-09-10: 120. ISBN 1-167-74666-X （法语）. Reprint of the 1893 edition
18. ↑  .   [2014-06-02]. （原始内容存档于2015-11-03）.
19. ↑  . The Guardian. 2012-07-18  [2012-07-18]. （原始内容存档于2013-07-27）.
20. ↑  . 2012-07-19  [2012-07-22]. （原始内容存档于2021-01-26）.
21. ↑  Thomas, Pauline Weston. . Fashion-Era.com. 2004年9月  [2011-01-20]. （原始内容存档于2011-01-11）.
22. ↑  Jenkins, Simon P. R.  first. Multi-Science Publishing Co. Ltd. 2005-07-01: 111  [2014-06-03]. ISBN 978-0-906522-36-3. （原始内容存档于2015-05-12）.
23. 1 2 3 4 5  Farrell-Beck, Jane; Gau, Colleen.  illustrated. University of Pennsylvania Press. 2002-10-22  [2011-01-20]. ISBN 978-0-8122-1835-0. （原始内容存档于2014-01-01）.
24. ↑  Steele, Valerie. . Berg Publishers. 9 November 2010: 101  [2014-06-03]. ISBN 978-1-84788-592-0. （原始内容存档于2014-07-12）.
25. ↑  . Snopes.com Urban Legends.   [2013-07-26].
26. ↑  . 易名中国.   [2014-06-02]. （原始内容存档于2020-04-25）.
27. 1 2  Nanas, Edward. . Science and Mechanics. February 1964  [2010-04-17]. （原始内容存档于2010-07-22）.
28. 1 2 3  Franklin, Deborah. . Health (San Francisco). 1992年10月, 6 (6): 24–30.
29. 1 2 3 4  . Hanesbrands Inc.   [2011-11-14]. （原始内容存档于2013-08-14）.
30. ↑  .   [2011-02-03]. （原始内容存档于2011-02-28）.
31. ↑  Moberg, Matthew; Siskin, Jonathan; Stern, Barry; Wu, Ru. . University of Michigan Business School. 1999  [2012-11-29]. （原始内容存档于2013-11-11）.
32. ↑  . UK: Aroq Ltd. 2000-10-25  [2009-04-22]. （原始内容存档于2020-04-25）.
33. ↑  . Daily Record (Scotland). 2005-10-12  [2009-04-22]. （原始内容存档于2011-06-10）.
34. ↑  Riordan, Teresa. . The New York Times. 2002-10-28  [2009-04-21]. （原始内容存档于2009-04-24）.
35. ↑  Kehaulani, Sara. . The Washington Post. 2004-12-10: 2  [2009-04-24]. （原始内容存档于2020-04-25）.
36. 1 2 3 4  Cope, Samantha. . Mirror. 2013-04-26  [2013-07-30]. （原始内容存档于2016-11-12）.
37. ↑  Chen CM, LaBat K, Bye E. . Ergonomics. 2010年4月, 53 (4): 514–24. PMID 20309747. doi:10.1080/00140130903490684.
38. ↑  Abraham, Tamara. . Daily Mail (London). 2012-10-02  [2012-10-08]. （原始内容存档于2020-11-11）.
39. ↑  Zheng, Rong; Yu, Winnie; Fan, Jintu. . International Journal of Industrial Ergonomics. 2007, 37 (8): 697–705. doi:10.1016/j.ergon.2007.05.008.
40. ↑  . Calculator.net.   [2015-06-05]. （原始内容存档于2021-05-01）.
41. 1 2 3  King, Stephanie. . The Independent (UK). 2005-06-02  [2014-06-03]. （原始内容存档于2021-01-09）.
42. 1 2  .   [2014-06-03]. （原始内容存档于2007-01-17）.
43. ↑  .   [2014-06-03]. （原始内容存档于2011-08-25）.
44. ↑  . Consumo-inc.es.   [2014-03-22]. （原始内容存档于2011-12-03）.
45. ↑  . AlAboutBras.   [2010-06-22]. （原始内容存档于2010-03-26）.
46. ↑  .   [2011-04-06]. （原始内容存档于2010-12-26）.
47. ↑  US Patent Application No. 20070000009 Stretchable Nursing Tank Top With Invisible Breast Support
48. 1 2  . Lifetime Magazine. 2003年5-6月  [2014-06-03]. （原始内容存档于2011-08-25）.
49. ↑  Phillips, Jeanne (Van Buren, Abigail). . 2004-05-11  [2014-06-03]. （原始内容存档于2011-08-25）.
50. ↑  McGhee, DE.  40. Steele JR. Sports Medicine. 2006: 970–4.
51. ↑  . BBC News. 2008-04-11  [2014-06-03]. （原始内容存档于2019-10-17）.
52. ↑  .   [2014-06-03]. （原始内容存档于2014-08-06）.
53. ↑  .   [2014年6月3日]. （原始内容存档于2013年1月4日）.
54. ↑  . Fantasie.   [2011-01-28]. （原始内容存档于2010-12-27）.
55. ↑  . busenfreundinnen.net.   [2011-02-11]. （原始内容存档于2011-02-23）.
56. ↑  Mitchell, Claudia A. . Westport, Conn.: Greenwood Press. 2008: 198  [2014-06-03]. ISBN 9780313339103. （原始内容存档于2018-01-12）.
57. 1 2 3  Burns-Ardolino, Wendy. . Lexington Books. 2007  [2014-06-03]. ISBN 978-0-7391-1299-1. （原始内容存档于2015-05-12）.
58. 1 2  . LoveToKnow.com.   [2010-05-11]. （原始内容存档于2009-04-19）.
59. ↑  Vecchione, Lanajean. . 2004  [2009-09-13]. （原始内容存档于2009-08-26）.
60. ↑  Marsh, Lisa. . 2010-10-20  [2010-12-14]. （原始内容存档于2011-08-03）.
61. ↑  . 2013-10-17  [2014-06-03]. （原始内容存档于2020-04-25）.
62. ↑  . Life in Italy.   [2013-08-23]. （原始内容存档于2013-04-29）.
63. ↑  . Chicago Tribune. 2003-08-14  [2013-08-22]. （原始内容存档于2013-10-29）.
64. ↑  .   [2013-08-22]. （原始内容存档于2013-08-09）.
65. ↑  Warren, Ellen. . Chicago Tribune. 2010-08-05  [2013-08-22]. （原始内容存档于2013-08-23）.
66. ↑  . Wikihow.   [2013-08-22]. （原始内容存档于2021-01-26）.
67. ↑  DelliCarpini Jr., Gregory. . 2012-12-03  [2013-08-21]. （原始内容存档于2013-08-20）.
68. ↑  Verner, Amy. . The Globe and Mail (Toronto). 2013-07-06  [2013-08-22]. （原始内容存档于2020-08-11）.
69. ↑  .   [2011-02-01]. （原始内容存档于2021-01-22）.
70. ↑  Chelsea. . 2010-08-05  [2013-08-21]. （原始内容存档于2021-02-26）.
71. ↑  O'Connor, Maureen. . New York.   [2013-08-21]. （原始内容存档于2013-07-07）.
72. ↑  . BBC News. 2005-06-19  [2014-06-03]. （原始内容存档于2020-09-19）.
73. ↑  Cardellino, Carly. . Cosmopolitan. 2012-07-25  [2013-08-22]. （原始内容存档于2013-07-16）.
74. ↑  . Sheknows.com.   [2013-08-22]. （原始内容存档于2013-08-14）.
75. ↑  McGrath, Kara. . Seventeen.   [2014-06-03]. （原始内容存档于2014-07-09）.
76. ↑  McGrath, Kara. . Seventeen.   [2014-06-03]. （原始内容存档于2014-07-09）.
77. 1 2  Mitchell, Claudia A.; Reid-Walsh, Jacqueline. . . Greenwood. 2008: 198–199  [2014-06-03]. ISBN 978-0-313-33909-7. （原始内容存档于2014-07-09）.
78. ↑  Pitts-Taylor, Victoria. . Westport, Connecticut: Greenwood Press. 2008: 43. ISBN 978-0-313-34146-5.
79. ↑  Gallant, Ann. . Cheltenham, UK: Stanley Thomas Publishers. 1978. ISBN 978-0-85950-401-0.
80. ↑  West, Richard. . Texas Monthly (Emmis Communications). June 1975: 12  [2011-02-22]. ISSN 0148-7736. （原始内容存档于2014-01-01）.
81. ↑   58: 108. 1995年1月  [2011-02-22]. （原始内容存档于2014-01-01）.
82. ↑  . HerRoom.com.   [2011-11-17]. （原始内容存档于2013-08-14）.
83. 1 2 3  Adams, Stephen. . The Daily Telegraph (London). 2012-11-13  [2013-05-11]. （原始内容存档于2013-12-07）.
84. 1 2 3 4 5  Cawthorne, Simon. . Channel 4. 2000年10月  [2014-06-03]. （原始内容存档于2012-07-13）.
85. ↑  Stuart, Julia. . London: The Independent. 2000-11-02  [2012-02-04]. （原始内容存档于2020-06-05）.
86. ↑  Franklin, Deborah. . Health Magazine /Universal Press Syndicate. 1993-05-26  [2011-02-19]. （原始内容存档于2017-07-08）.
87. 1 2  . 2004-10-29  [2011-02-19]. （原始内容存档于2011-07-20）.
88. ↑  . Massachusetts Hospital for Children.   [2010-06-02]. （原始内容存档于2011-08-25）.
89. 1 2  Krucoff, Carol. . Los Angeles Times. 9 August 1999  [2009-09-11]. （原始内容存档于2009-04-06）.
90. 1 2  . Redbook. Magazine.   [2012-02-08]. （原始内容存档于2012-01-03）.
91. ↑  Acton, Johnny; Adams, Tania; Packer, Matt. . New York: Sterling Publishing Co. 2006年10月: 38. ISBN 978-1-4027-4302-3.
92. 1 2  Graham, Erika. . Racked.   [2013-07-30]. （原始内容存档于2013-08-22）.
93. ↑  Jones, Hardy. . Huffington Post. 2012-02-09  [2014-06-03]. （原始内容存档于2013-11-11）.
94. ↑  . 1stbras.com.   [2010-05-11]. （原始内容存档于2010-02-18）.
95. ↑  . Liv.com.   [2010-05-11]. （原始内容存档于2009-03-28）.
96. 1 2  Goo, Sara Kehaulani. . The Washington Post. 2004-12-10  [2009-09-17]. （原始内容存档于2010-11-30）.
97. ↑  Luciani, Jene. . Ann Deal. BenBella Books. 2009-12-01: 224. ISBN 978-1-933771-94-6.
98. 1 2 3 4  Sischo, Lacey. . The Florida State University. 2008: 174页  [2014-06-03]. ISBN 9780549949985. （原始内容存档于2015-05-12）.
99. 1 2 3  . 007b Breast.   [2011-05-10]. （原始内容存档于2018-01-02）.
100. 1 2  . LingerieAddict.   [2013-07-30]. （原始内容存档于2020-11-12）.
101. ↑  Null, Gary; Seaman, Barbara; Seaman, Barbara.  Seven Stories Press 1st. New York: Seven Stories Press. 1999. ISBN 978-1583222782.
102. 1 2  . Bras on Top.   [2011-02-01]. （原始内容存档于2011-03-17）.
103. ↑  Brenoff, Ann. . Huffington Post. 2012-07-09  [2012-11-29]. （原始内容存档于2018-12-19）.
104. ↑  Gray, Emma. . Huffington Post. 2012-10-22  [2012-11-29]. （原始内容存档于2017-03-09）.
105. ↑  Lauersen, Niels H.; Stukane, Eileen.  1st Trade Paperback. New York: Fawcett Columbine/Ballantine. 1998. ISBN 978-0-449-91241-6.
106. ↑  Erin Donnelly. . Lemondrop.   [2014-06-03]. （原始内容存档于2011-07-13）.
107. ↑  Mejia, Lisette. . Women's Health Mag.   [2013-07-31]. （原始内容存档于2017-09-09）.
108. ↑  Mejia, Lisette. . Women's Health Magazine.   [2012-11-23]. （原始内容存档于2017-08-30）.
109. ↑  .   [2013-08-21]. （原始内容存档于2021-01-26）.
110. ↑  . Emily Duffy.   [2014-06-03]. （原始内容存档于2011-07-08）.
111. ↑  . GoingBraless.Net.   [2010-04-26]. （原始内容存档于2011-08-25）.
112. ↑  . The Breast Site.   [2014-06-02]. （原始内容存档于2011-08-25）.
113. ↑  . FocusOnStyle.com.   [2010-04-26]. （原始内容存档于2011-08-25）.
114. ↑  . Feminist Zine.   [2011-01-30]. （原始内容存档于2011-08-25）.
115. 1 2  Young, Iris Marion. . USA: Oxford University Press. 2005-01-27: 192  [2014-06-02]. ISBN 978-0-19-516192-2. （原始内容存档于2014-07-12）.
116. ↑  . Daily Mail (London). 2009-10-16  [2009-12-26]. （原始内容存档于2010-01-19）.
117. ↑  . Reuters. 2009-10-16  [2010-04-22]. （原始内容存档于2010-03-12）.
118. ↑  . Radio-Canada Reuters. 2009-10-16  [2012-02-04]. （原始内容存档于2012-09-16） （法语）.
119. ↑  . 2012-07-09  [2012-09-14]. （原始内容存档于2012-08-15）.
120. ↑  Ragone, BJ. .   [2012-09-14]. （原始内容存档于2017-02-10）.
121. ↑  Gray, Emma. . Huffington Post. 2012-07-09  [2012-09-14]. （原始内容存档于2012-07-13）.
122. ↑  .   [2012-09-14]. （原始内容存档于2012-07-15）.
123. ↑  Levy, Ariel. . Simon & Schuster. 1985年8月. ISBN 0-7432-4989-5.
124. ↑  Duffett, Judith. . Voice of the Women's Liberation Movement. 1968-10.
125. ↑  Greenfieldboyce, Nell. . NPR. 2008-09-05  [2012-02-06]. （原始内容存档于2020-12-30）.
126. ↑  Merritt, Stephanie. . The Guardian (英国). 2003-10-05  [2015-06-04]. （原始内容存档于2008-04-18）.
127. ↑  .   [2010-04-07]. （原始内容存档于2011-08-25）.
128. ↑  Shearer, Violet A. .   [2010-04-07]. （原始内容存档于2011-08-25）.
129. ↑  Kornblum, William.  Ninth. Belmont, CA: Wadsworth Cengage Learning. 2011: 241  [2015-06-04]. ISBN 978-1111301576. （原始内容存档于2015-05-12）.
130. ↑  . Transportation Security Administration.   [2011-05-11]. （原始内容存档于2011-05-11）.
131. ↑  . Federal Detention Center, Miami.   [2013-07-31].
132. ↑  Hill, Kashmir. . 2010-06-14  [2013-07-31].
133. ↑  Jay Weaver. . 迈阿密先驱报. 2010-06-12  [2010-07-14].
134. 1 2  Ward, Bill. . Tampa Tribune, Florida. 2009-11-05  [2015-07-20]. （原始内容存档于2017-02-10）.
135. ↑  . WPLN News. 2012-03-24  [2013-08-21]. （原始内容存档于2014-07-09）.
136. ↑  . 新京报. 2013-06-03  [2014-06-03]. （原始内容存档于2020-09-20）.
137. ↑  Heller, Matthew. . onpoint.com. 2009-06-21  [2010-10-03]. （原始内容存档于2010-02-14）.
138. ↑  . New York. 2008-11-11  [2014-06-03]. （原始内容存档于2010-12-19）.
139. ↑  Andrea Canning. . Jen Pereira, Mariecar Frias and Imaeyen Ibanga. Good Morning America.   [2014-06-03]. （原始内容存档于2018-09-29）.
140. ↑  . 2010-04-03  [2011-01-15]. （原始内容存档于2020-08-15）.
141. ↑  . ABC News. 2008-11-11  [2014-06-03]. （原始内容存档于2018-09-29）.
142. ↑  . News.com.au. 2011-01-13  [2011-01-19]. （原始内容存档于2011-01-15）.
143. ↑  Melinda, Rogers. . The Salt Lake Tribune. 2011-08-05  [2013-07-31]. （原始内容存档于2013-07-28）.
144. ↑   (PDF). HOWARD, LEWIS & PETERSEN, P.C. 2011-08-04  [2013-07-31]. （原始内容 (PDF)存档于2011-12-04）.
145. ↑  . AOL Travel UK. 2013-05-08  [2013-08-22]. （原始内容存档于2013-10-11）.

### 书籍
- Yu W, Fan JT, Ng SP, Harlock SC. . Boca Raton: CRC Press. 2006. ISBN 978-0-8493-9105-7. OCLC 71139537.
- Ewing, Elizabeth. . London: Batsford. 1971. ISBN 0-7134-0857-X.
- Gau, Colleen; Farrell-Beck, Jane. . Philadelphia: University of Pennsylvania Press. 2002. ISBN 0-8122-3643-2. （书评参见下一段）
- Greer, Germaine. . New York: Farrar, Straus and Giroux. 2001. ISBN 0-374-52762-8.
- Lindsey, Karen; Love, Susan M.  3rd. Cambridge, Mass: Perseus Publishing. 2000. ISBN 0-7382-0235-5.
- Pedersen, Stephanie. . Newton Abbot: David & Charles. 2004. ISBN 0-7153-2067-X.
- Steele, Valerie. . New Haven, Conn: Yale University Press. 2001. ISBN 0-300-09953-3.
- Stoppard, Miriam. . New York: DK Pub. 1996. ISBN 0-7894-0420-6.
- Leigh Summers. . Oxford: Berg. 2001. ISBN 1-85973-510-X.
- Warner LC. . Bridgeport, Connecticut: Warner Brothers. 1948.
- Fischer, Gayle V; Farrell-Beck, Jane; Gau, Colleen. . Journal of American History. 2003, 89 (4): 1539–40. JSTOR 3092606. doi:10.2307/3092606.
- Murphy, Michael. . Winterthur Portfolio. 2003, 38 (2/3): 151–9. doi:10.1086/421426.

### 书评
- Fischer, Gayle V; Farrell-Beck, Jane; Gau, Colleen. . Journal of American History. 2003, 89 (4): 1539–40. JSTOR 3092606. doi:10.2307/3092606.
- Murphy, Michael. . Winterthur Portfolio. 2003, 38 (2/3): 151–9. doi:10.1086/421426.

### 文章
- BBC News （2007年12月10日报道）. "'Intelligent bra' battles bounce"（页面存档备份，存于）.
- Casselman A. . Discover. 2005-11-12  [2014-06-05]. （原始内容存档于2019-11-05）.
- Freeman SK. . Journal of Women's History. 2004, 16 (4): 191–206. doi:10.1353/jowh.2004.0081.
- Seigel, Jessica. . 纽约时报. 2004-02-13  [2014-06-05]. （原始内容存档于2021-05-07）.
- Steele, Valerie. . The Yale Journal of Criticism. Spring 1998, 11 (1): 29–3. doi:10.1353/yale.1998.0023.
- Iken, Katja （2012-07-05）. "100 Jahre BH-Revolution" （页面存档备份，存于）.

### 纪录片
- . . 第14系列. 第16或17集. 2000-11-02. Channel 4 (UK).